# Nikita Khrouchtchev
Vous lisez un « bon article » labellisé en 2013.
« Khrouchtchev » redirige ici. Pour les autres significations, voir Khrouchtchev (homonymie).
Dans ce nom russe, Sergueïevitch est le patronyme et Khrouchtchev est le nom de famille.
Nikita Sergueïevitch Khrouchtchev (prononcé en français [ni.ki.ta sɛʁ.ge.je.vitʃ kʁuʃ.tʃɛf] ; en russe : Никита Сергеевич Хрущёв, Nikita Sergueïevitch Khrouchtchiov, [nʲɪˈkʲitə sʲɪrˈɡʲejɪvʲɪtɕ xrʊˈɕːɵf] ), né le 3 avril 1894 (15 avril dans le calendrier grégorien) à Kalinovka, dans l'Empire russe, et mort le 11 septembre 1971 à Moscou, est un homme d'État soviétique qui dirigea l'URSS durant une partie de la guerre froide. Il est premier secrétaire du Parti communiste de l'Union soviétique de 1953 à 1964 et président du conseil des ministres de 1958 à 1964. Khrouchtchev joue un rôle important dans le processus de déstalinisation, dans le développement du programme spatial soviétique et dans la mise en place de réformes relativement « libérales » en politique intérieure. Sa santé déclinant, les autres dirigeants du parti s'arrangent pour l'écarter du pouvoir en 1964 ; il est remplacé par Léonid Brejnev au poste de premier secrétaire et par Alexis Kossyguine à celui de président du conseil des ministres.
Il gravit les échelons de la hiérarchie soviétique avec l'aide de Lazare Kaganovitch. Il défend les Grandes purges de Joseph Staline et approuve des milliers d'arrestations. En 1939, Staline le nomme à la tête du parti communiste en Ukraine et il poursuit les purges dans la région. Durant la Seconde Guerre mondiale Khrouchtchev redevient commissaire et joue le rôle d'intermédiaire entre Staline et ses généraux. Il participe à la bataille de Stalingrad et après la guerre retourne en Ukraine avant d'être rappelé à Moscou, où il devient l'un des plus proches conseillers de Staline.
Khrouchtchev émerge comme le vainqueur de la lutte de pouvoir provoquée par la mort de Staline en 1953. Le 25 février 1956, lors du XXe congrès du Parti, il lit le « rapport secret » dénonçant une partie des politiques répressives de Staline et enclenchant un assouplissement de l'appareil coercitif en Union soviétique, impulsé par Lavrenti Beria. Sa politique intérieure, destinée à améliorer la vie du peuple, est souvent inefficace, en particulier dans le domaine agricole. Espérant faire reposer la défense nationale sur les missiles balistiques, Khrouchtchev ordonne d'importantes coupes dans le budget consacré aux forces conventionnelles. C'est sous son pouvoir qu'ont lieu les années les plus tendues de la guerre froide, et les tensions culminent lors de la crise des missiles de Cuba en 1962.
Profitant des erreurs politiques de Khrouchtchev, ses rivaux gagnent en influence et le renversent en octobre 1964. Il ne connaît pas le destin tragique de certains anciens perdants des luttes de pouvoir soviétiques et est mis à la retraite avec un appartement à Moscou et une datcha à la campagne. Ses mémoires sont exfiltrés à l'Ouest et partiellement publiés en 1970. Khrouchtchev meurt en 1971 d'une crise cardiaque. Ses réformes influencent plus tard celles de Mikhaïl Gorbatchev et il est aujourd'hui mieux considéré que la plupart des dirigeants de l'ère soviétique, malgré sa complicité dans les crimes de masse commis sous Staline.

## Jeunesse
Khrouchtchev est né en 1894 à Kalinovka, village de l'ancien gouvernement de Koursk (actuellement oblast de Koursk en Russie, situé à proximité de la frontière actuelle avec l'Ukraine). Ses parents, Sergueï Khrouchtchev et Ksenia Khrouchtcheva, étaient des paysans pauvres d'origine russe ; il avait une sœur, Irina, de deux ans sa cadette. Sergueï Khrouchtchev occupa plusieurs postes dans la région du Donbass à l'extrême est de l'Ukraine, où il travailla en tant que cheminot, mineur ou ouvrier d'une briqueterie. Les salaires étaient bien plus élevés dans le Donbass que dans la région de Koursk et Sergueï Khrouchtchev ne rentrait à Kalinovka que lorsqu'il avait gagné suffisamment d'argent.
Kalinovka était un village paysan ; l'institutrice de Khrouchtchev, Lydia Chevtchenko, rapporta plus tard qu'elle n'avait jamais vu un village aussi pauvre que celui-là. Nikita travailla très jeune comme berger et fut scolarisé durant quatre ans, initialement dans l'école paroissiale du village puis sous la tutelle de Chevtchenko dans l'école d'État de Kalinovka. Dans ses mémoires Khrouchtchev rapporte que Chevtchenko était une athée qui irritait les villageois par son refus de se rendre à l'église, et lorsque son frère lui rendait visite il donnait à Nikita des livres interdits par le gouvernement impérial. Elle pressa Nikita de poursuivre ses études, mais les finances de sa famille l'en empêchèrent.
En 1908, Sergueï Khrouchtchev déménagea dans la ville de Iouzovka dans le Donbass ; Nikita, alors âgé de quatorze ans, le rejoignit l'année suivante ; sa mère et sa sœur firent de même un peu plus tard. Iouzovka, qui fut renommée Stalino en 1924 et Donetsk en 1961, était au cœur de l'une des régions les plus industrialisées de l'Empire russe. Après plusieurs expériences dans divers domaines d'activité, il se vit attribuer par ses parents une place d'apprenti ajusteur. À la fin de son apprentissage, le jeune Khrouchtchev fut engagé dans une usine. Il perdit son travail après avoir organisé une collecte pour les victimes du massacre de la Léna et fut embauché pour réparer les équipements d'une mine à proximité de Routchenkovo, où il distribua et organisa des lectures publiques de la Pravda. Il avança plus tard qu'il avait envisagé d'émigrer aux États-Unis pour obtenir un meilleur salaire.

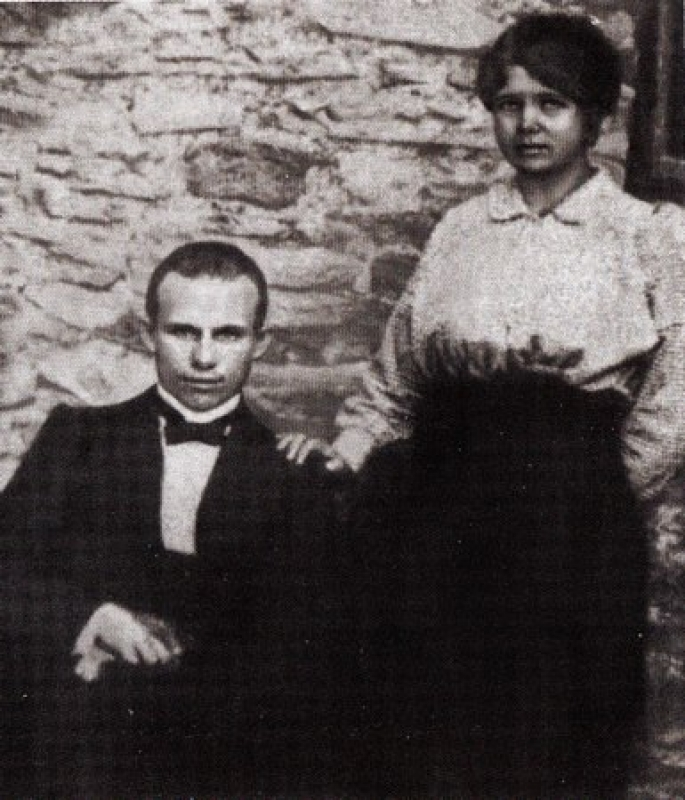
Nikita Khrouchtchev et Eufrosinia Pissareva en 1916.

Lors du déclenchement de la Première Guerre mondiale en 1914, Khrouchtchev, forgeron qualifié, fut exempté de la conscription. Employé dans un atelier entretenant le matériel d'une dizaine de mines, il fut impliqué dans plusieurs grèves lancées pour obtenir une hausse des salaires, de meilleures conditions de travail et la fin de la guerre. En 1914, il épousa Eufrosinia Pissareva, la fille d'un opérateur d'ascenseur dans la mine de Routchenkovo. Ils eurent une fille, Youlia, en 1915, et un fils, Leonid, en 1917.
Après l'abdication de Nicolas II en 1917, le gouvernement provisoire de Petrograd avait peu d'influence sur l'Ukraine. Khrouchtchev fut élu au conseil ouvrier (ou soviet) de Routchenkovo, dont il devint le président en mai. Il ne rejoignit pas les bolcheviks avant 1918, au moment du déclenchement de la guerre civile russe entre ces derniers et les Armées blanches. Son biographe, William Taubman, suggère que Khrouchtchev se sentait plus proche des mencheviks, qui mettaient l'accent sur l'amélioration de l'économie, et que cela explique son affiliation tardive avec les bolcheviks, qui cherchaient avant tout le pouvoir politique. Dans ses mémoires, Khrouchtchev indique qu'il avait ainsi attendu à cause du grand nombre de groupes et de tendances politiques à évaluer.
En mars 1918, les bolcheviks signèrent le traité de Brest-Litovsk. Conformément à ce traité, les Allemands occupèrent le Donbass, ce qui poussa Khrouchtchev à retourner à Kalinovka. À la fin de l'année 1918 ou au début de l'année 1919, il fut mobilisé dans l'Armée rouge en tant que commissaire politique. Ce poste avait récemment été créé pour inculquer les thèses du bolchevisme aux recrues et renforcer le moral des troupes. Khrouchtchev fut initialement commissaire d'un peloton de construction avant de devenir celui d'un bataillon et d'être envoyé sur le front pour une mission de deux mois. Le jeune commissaire participa à plusieurs affrontements, mais dans la plupart des récits de guerre qu'il écrivit ultérieurement il évoque plus sa maladresse culturelle (et celle de ses troupes) que les combats. La guerre civile russe prit fin en 1921, et Khrouchtchev fut démobilisé et assigné à une brigade de travail dans le Donbass où lui et ses hommes vivaient dans des conditions difficiles.
Les guerres avaient complètement dévasté le pays, les famines et les maladies firent des centaines de milliers de victimes dont Eufrosinia qui mourut du typhus à Kalinovka alors que Khrouchtchev était à l'armée. Le commissaire rentra chez lui pour les funérailles, et fidèle à ses principes bolcheviques il refusa que le cercueil de sa femme entrât dans l'église du village. Comme il s'agissait de la seule entrée du cimetière, il fit soulever le cercueil au-dessus de la clôture jusque dans sa sépulture malgré l'indignation des villageois.

## Ascension dans le Parti

### Donbass
Grâce à l'intervention d'un ami, Khrouchtchev fut nommé en 1921 au poste de directeur adjoint des affaires politiques pour la mine de Routchenkovo où il avait auparavant travaillé. Les bolcheviques étaient encore peu nombreux dans la région. À ce moment le mouvement était divisé par la nouvelle politique économique de Lénine qui autorisait un libéralisme économique limité et était rejetée par certains bolcheviques. Même si les responsabilités de Khrouchtchev concernaient les affaires politiques, il s'impliqua pour essayer de relancer la production de la mine après le chaos des années de guerre. Il aida à remettre en état les machines et il portait son ancien uniforme de mineur lors de ses tournées d'inspection.
Les performances de Khrouchtchev dans la mine de Routchenkovo furent remarquées et au milieu de l'année 1922, on lui offrit le poste de directeur de la mine de Pastoukhov à proximité. Il refusa cependant car il cherchait à être nommé au nouvel institut de technologie (tekhnikum) de Iouzovka même si ses supérieurs étaient réticents à l'idée de le laisser partir. Comme il n'avait fait que quatre années d'études, il postula à un programme d'entraînement (rabfak) attaché au tekhnikum qui était destiné à remettre au niveau les étudiants sous-diplômés pour qu'ils puissent intégrer la direction du tekhnikum. Khrouchtchev continua son travail à la mine de Routchenkovo tout en suivant les cours du rabfak. L'un de ses professeurs le décrivit plus tard comme un étudiant médiocre. Il eut plus de succès dans son ascension au sein du parti communiste ; peu après son entrée au rabfak, en août 1922, il fut nommé secrétaire du parti pour l'ensemble du tekhnikum et il devint membre du bureau, le conseil décisionnel, du comité du parti pour la ville de Iouzovka (renommée Stalino en 1924). Il rejoignit brièvement les partisans de Léon Trotski contre ceux de Joseph Staline sur la question de la démocratisation du parti. Toutes ces activités lui laissaient peu de temps pour ses études et s'il déclara plus tard avoir terminé ses études au rabfak, il n'est pas certain que cela soit vrai.
En 1922, Khrouchtchev rencontra et épousa sa seconde femme, Maroussia, dont le nom de jeune fille est inconnu. Ils se séparèrent rapidement mais Khrouchtchev aida ultérieurement Maroussia lorsque sa fille d'une précédente union décéda des suites d'une maladie. Peu après ce mariage raté, Khrouchtchev rencontra Nina Petrovna Koukhartchouk, une militante éduquée du Parti et la fille de paysans ukrainiens aisés. Les deux vécurent ensemble jusqu'à la mort de Khrouchtchev même s'ils n'officialisèrent leur mariage qu'en 1965. Ils eurent deux enfants : un fils, Sergueï, en 1935 et une fille, Elena, en 1937.
Au milieu de l'année 1925, Khrouchtchev fut nommé secrétaire du parti du raikom ou district de Petrovo-Marinski près de Stalino. Le raikom avait une superficie d'environ 1 000 km2 et Khrouchtchev était constamment en déplacement dans son territoire dans lequel il s'intéressait même à la plus petite affaire. À la fin de l'année 1925, Khrouchtchev fut élu comme délégué non votant lors du XIVe congrès du Parti à Moscou.

### Protégé de Kaganovitch

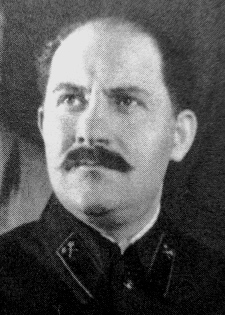
Lazare Kaganovitch en 1935.

Khrouchtchev avait rencontré Lazare Kaganovitch en 1917 et en 1925 ce dernier était devenu le chef du Parti en Ukraine. Il prit sous son aile Khrouchtchev qui fut nommé second dans la hiérarchie du Parti de Stalino à la fin de l'année 1926. Taubman avance que l'éviction de son supérieur, Konstantin Moiseyenko, moins de neuf mois plus tard était lié aux actions de Khrouchtchev. Kaganovitch transféra Khrouchtchev à Kharkov, alors la capitale de l'Ukraine, et le plaça à la tête du département organisationnel du Comité central du Parti ukrainien. En 1928, Khrouchtchev fut envoyé à Kiev où il devint le numéro 2 du Parti dans la ville.
En 1929 Khrouchtchev chercha à nouveau à approfondir son éducation et, suivant Kaganovitch devenu un proche conseiller de Staline au Kremlin, il s'inscrivit à l'académie industrielle de Moscou. Khrouchtchev ne termina jamais ses études dans cet établissement mais son ascension dans le Parti s'accéléra. Lorsque la cellule du parti de l'école élut plusieurs personnes de droite pour une conférence du Parti, celle-ci fut attaquée dans la Pravda. Khrouchtchev sortit victorieux de la lutte de pouvoir qui suivit et il devint secrétaire du Parti de l'école et purgea la cellule de ses opposants. Khrouchtchev devint ensuite chef du Parti dans le district de Bauman où se trouvait l'académie avant d'obtenir la même position dans le district de Krasnopresnensky, le plus grand et le plus important de la capitale. En 1932, Khrouchtchev était parvenu au second rang, derrière Kaganovitch, dans l'organisation du Parti à Moscou et en 1934, il devint chef du Parti de la ville et membre du Comité central. Khrouchtchev attribua sa progression rapide à son amitié avec une camarade de l'académie, Nadejda Allilouïeva, l'épouse de Staline. Dans ses mémoires, Khrouchtchev avança qu'Allilouïeva parla de lui en bons termes à son mari.
Alors qu'il était à la tête de l'organisation du Parti à Moscou, Khrouchtchev dirigea la construction du métro de Moscou, un projet très coûteux dont Kaganovitch était le responsable officiel. Faisant face à une date d'ouverture prévue le 7 novembre 1934, Khrouchtchev prit des risques considérables dans la construction et il passa beaucoup de temps dans les tunnels. Le métro n'ouvrit pas avant le 1er mai 1935 mais Khrouchtchev reçut l'ordre de Lénine pour son rôle dans la construction. Plus tard dans l'année, il fut choisi pour devenir le chef du parti de l'oblast de Moscou, une province avec une population de 11 millions d'habitants.

### Implication dans les purges

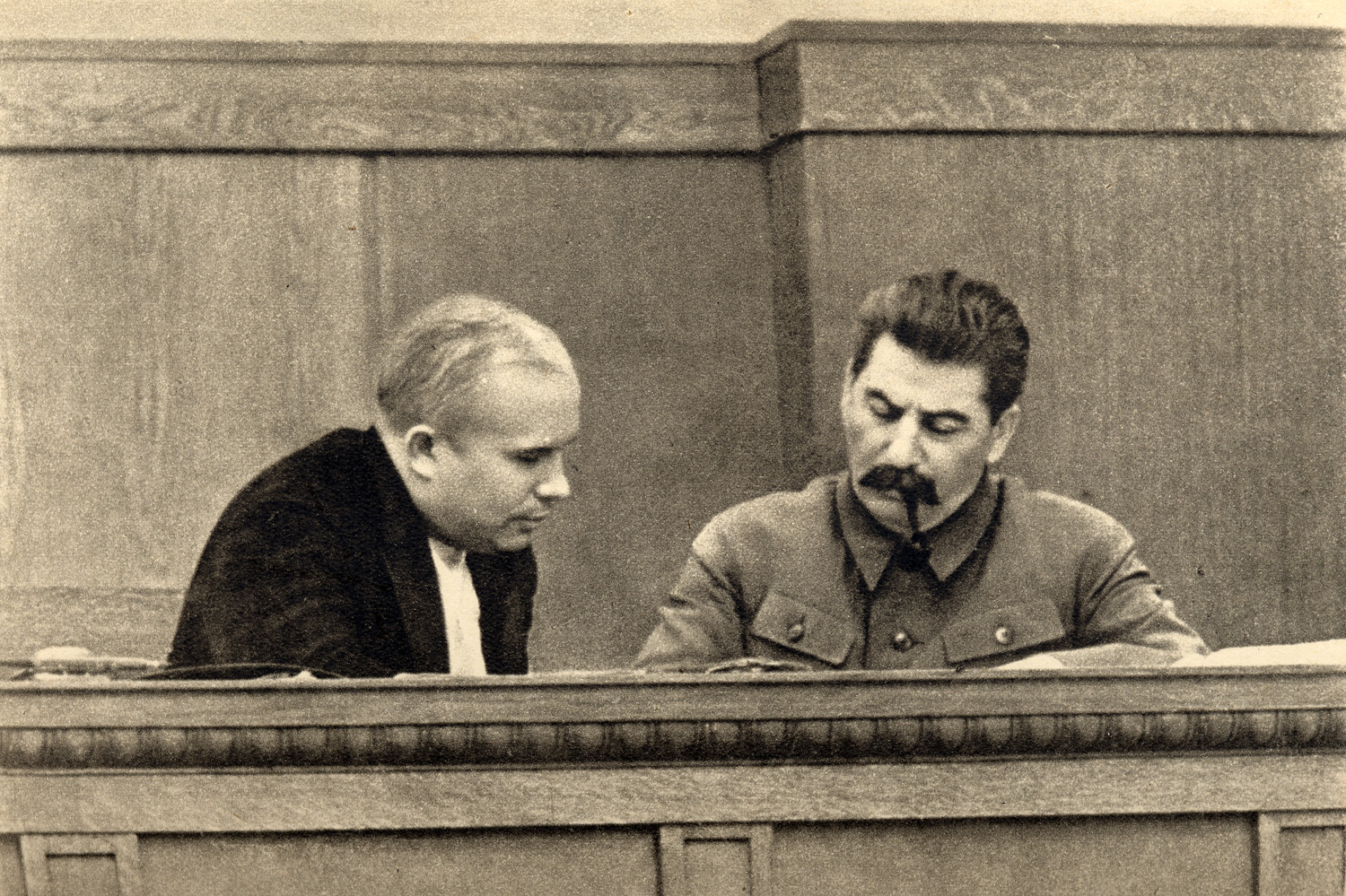
Khrouchtchev et Staline en janvier 1936.

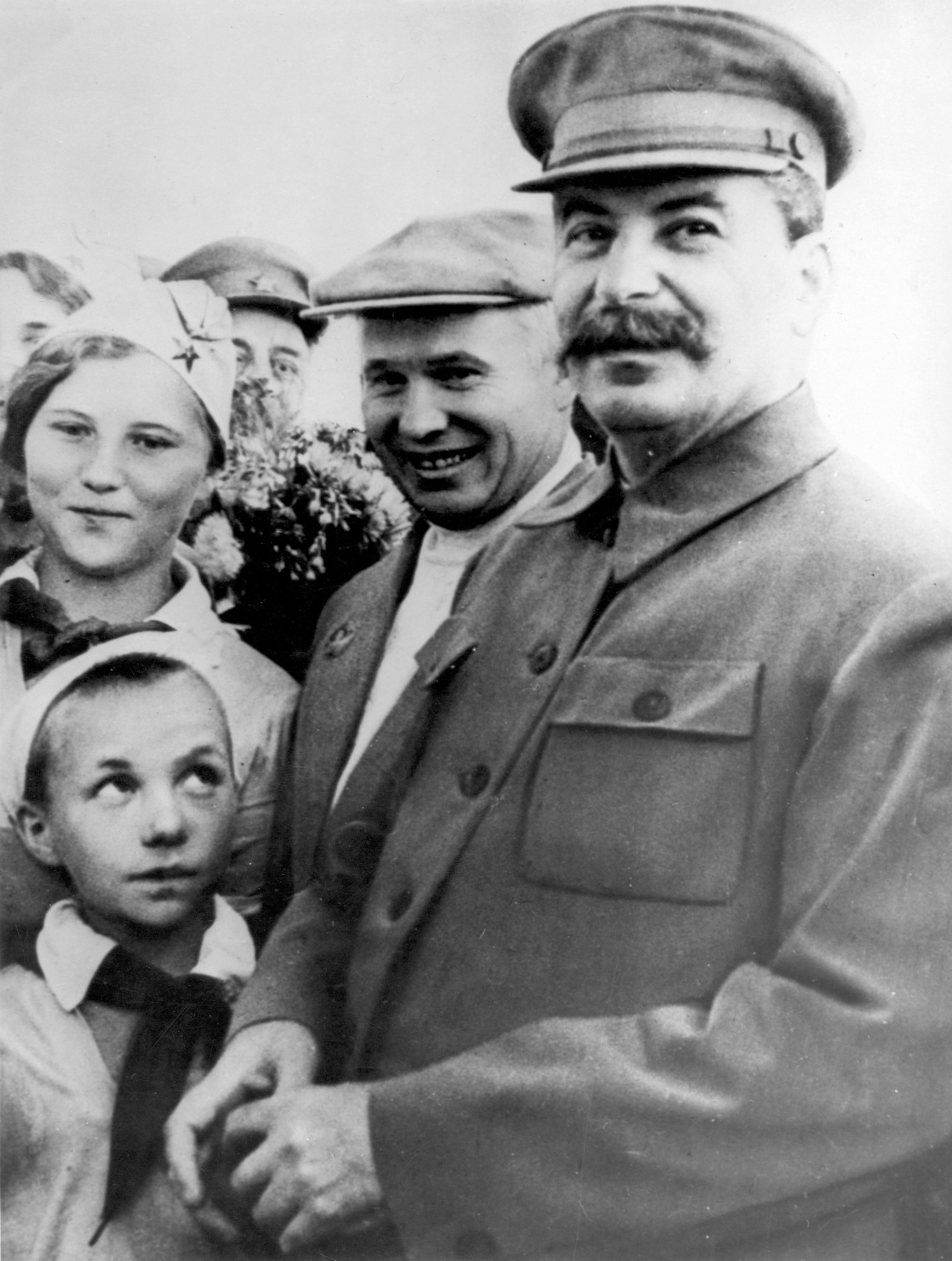
Khrouchtchev et Staline avec un groupe d'enfants en 1938.

Les documents du secrétariat de Staline montrent que Khrouchtchev participa à des réunions avec lui dès 1932. Les deux se lièrent d'amitié : Khrouchtchev admirait le dictateur et chérissait les rencontres informelles avec lui et les invitations à la datcha de Staline et celui-ci appréciait son jeune subordonné. À partir de 1934, Staline lança une campagne de répression politique connue sous le nom de Grandes purges au cours de laquelle des millions de personnes furent exécutées ou envoyées au goulag. Au centre de cette campagne se trouvaient les procès de Moscou, une série de procès truqués destinés à éliminer de hautes personnalités politiques et militaires. En 1936 Khrouchtchev exprima son soutien total aux procès :

« Tous ceux qui se réjouissent des succès de notre pays, des victoires de notre parti mené par le grand Staline, ne trouveront qu'un seul mot convenable pour les mercenaires, les chiens fascistes du gang zinovievo-trotskyste. Ce mot est exécution. »

Khrouchtchev participa à la purge de nombreux amis et collègues de l'oblast de Moscou. Sur les 38 officiels de premier plan du Parti à Moscou, 35 furent exécutés et les trois survivants furent envoyés dans d'autres régions de l'URSS. Sur les 146 secrétaires du Parti des villes et des districts de Moscou et de la province, seuls 10 survécurent aux purges. Dans ses mémoires, Khrouchtchev nota que presque tous ses collaborateurs furent arrêtés. Selon le protocole du Parti, Khrouchtchev devait approuver ces arrestations et il ne fit pas grand-chose pour sauver ses amis et collègues.
Les dirigeants du Parti recevaient un quota « d'ennemis » à dénoncer et à arrêter. En juin 1937, le Politburo fixa un quota de 35 000 ennemis à arrêter dans la province de Moscou et 5 000 d'entre eux devaient être exécutés. En réponse, Khrouchtchev demanda que 2 000 paysans aisés ou koulaks vivant à Moscou soient exécutés dans le cadre du quota. Deux semaines après avoir reçu l'ordre du Politburo, Khrouchtchev rapporta à Staline que 41 305 « éléments criminels et koulaks » avaient été arrêtés et que 8 500 méritaient la mort.
Khrouchtchev n'avait aucune raison de considérer qu'il était à l'abri des purges. En 1937, il avoua son rapprochement avec le trotskisme en 1923 à Kaganovitch qui, selon Khrouchtchev, « blêmit » (car les erreurs de son protégé pouvaient affecter sa position) et lui conseilla de le dire à Staline. Le dictateur accueillit la confession avec calme et après avoir conseillé Khrouchtchev de la garder secrète, il lui suggéra de raconter l'affaire lors d'une conférence du Parti à Moscou. Khrouchtchev fut ovationné et immédiatement réélu à son poste. Khrouchtchev raconta dans ses mémoires qu'il avait également été dénoncé par un collègue arrêté. Staline en personne informa Khrouchtchev de l'accusation et attendit sa réponse. Khrouchtchev supposa dans ses mémoires que si Staline n'avait pas été convaincu de sa réponse, il aurait été qualifié d'ennemi du peuple et traité en conséquence. Néanmoins, Khrouchtchev devint un membre non votant du Politburo en janvier 1938 et un membre à part entière en mars 1939.
À la fin de l'année 1937, Staline nomma Khrouchtchev à la tête du parti communiste en Ukraine et il quitta Moscou pour Kiev, redevenue la capitale ukrainienne, en janvier 1938. L'Ukraine avait été le lieu de larges purges et parmi les victimes figuraient des professeurs de Staline pour lesquels Khrouchtchev avait un grand respect. Les rangs de la hiérarchie du Parti n'avaient pas été épargnés et le Comité central d'Ukraine avait été tellement affecté qu'il n'atteignait même plus le quorum. Après l'arrivée de Khrouchtchev, le rythme des arrestations s'accéléra. Tous les membres du Politburo et du secrétariat ukrainien furent arrêtés à l'exception d'un seul. Presque tous les fonctionnaires et les commandants de l'Armée rouge furent remplacés. Durant les premiers mois qui suivirent la nomination de Khrouchtchev, tous ceux qui avaient été arrêtés furent condamnés à mort.
Le biographe de Khrouchtchev, William Taubman, suggère que dans la mesure où celui-ci avait à nouveau été accusé à tort alors qu'il se trouvait à Kiev, il devait effectivement savoir que certaines dénonciations étaient fausses et que des innocents étaient condamnés à tort. En 1939, Khrouchtchev déclara au XIVe congrès du Parti ukrainien : « Camarades, nous devons démasquer et détruire sans relâche tous les ennemis du peuple. Mais nous ne devons pas accepter qu'un seul honnête bolchevique soit blessé. Nous devons lutter contre les calomniateurs ».
Une fois au pouvoir, en juillet 1954, Khrouchtchev ordonna à Ivan Serov du KGB de collecter et de détruire, dans les archives de Staline, tous les documents dans lesquels il était personnellement impliqué —  sa signature figurant à côté de celle de Staline — concernant les purges. Alexandre Chélépine témoigna en 1988 que 261 pages listant des condamnés à mort furent brûlées par Serov.

## Seconde Guerre mondiale

### Occupation de la Pologne
Dans le cadre du pacte germano-soviétique, les forces soviétiques envahirent l'est de la Pologne le 17 septembre 1939 et Khrouchtchev les accompagna. Un grand nombre d'Ukrainiens vivaient dans la région envahie dont une grande partie forme la partie occidentale de l'Ukraine actuelle. L'invasion fut donc bien accueillie même si les habitants espéraient qu'ils pourraient obtenir l'indépendance. Le rôle de Khrouchtchev fut de s'assurer que les territoires occupés votent pour un rattachement à l'URSS. Grâce à une combinaison de propagande, d'imprécisions sur le sujet du vote et de fraudes avérées, les Soviétiques s'assurèrent que les nouveaux territoires élisent des assemblées demandant unanimement une union avec l'URSS. Lorsque les assemblées présentèrent leurs demandes de rattachement, leurs pétitions furent acceptées par le Soviet suprême et l'ouest de l'Ukraine devint partie intégrante de la République socialiste soviétique d'Ukraine le 1er novembre 1939. Certaines décisions soviétiques comme le recrutement d'Ukrainiens de l'Est dans des organisations composées d'Ukrainiens de l'Ouest et la collectivisation dans des terres au sein des kolkhozes aliéna rapidement le soutien des Ukrainiens de Pologne malgré les efforts de Khrouchtchev.

### Guerre contre l'Allemagne

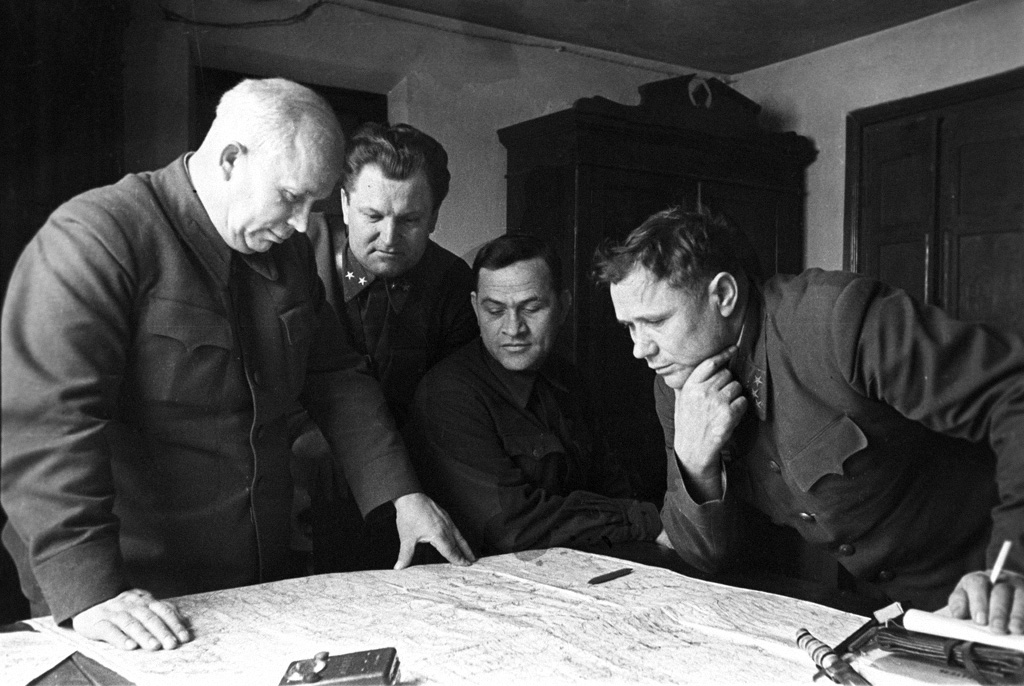
Khrouchtchev (à gauche) avec le général Andreï Ieremenko (à droite) durant la bataille de Stalingrad (photo Knorring).

Lorsque l'Allemagne attaqua l'URSS en juin 1941, Khrouchtchev était toujours en poste à Kiev. Staline le nomma commissaire politique et il servit sur plusieurs fronts en tant qu'intermédiaire entre les commandants militaires locaux et les dirigeants politiques à Moscou. Staline utilisa Khrouchtchev pour garder les commandants sous surveillance tandis que les commandants cherchaient à influencer Staline par son intermédiaire. Avec l'avancée allemande, Khrouchtchev travailla avec les militaires pour défendre et sauver la ville. Entravée par les ordres de Staline interdisant l'abandon de la ville, l'Armée rouge fut rapidement encerclée. Les Allemands avancèrent après avoir fait 655 000 prisonniers mais selon les Soviétiques, 150 541 soldats sur 677 085 parvinrent à s'échapper. Les sources primaires divergent sur la responsabilité de Khrouchtchev concernant ce dénouement. Selon le maréchal Gueorgui Joukov, qui écrivit quelques années après que Khrouchtchev l'eut écarté et disgracié en 1957, Khrouchtchev persuada Staline de ne pas évacuer les troupes de Kiev. Néanmoins, Khrouchtchev nota dans ses mémoires que lui et le maréchal Semion Boudienny proposèrent de redéployer les forces soviétiques pour éviter un encerclement jusqu'à ce que le maréchal Semion Timochenko arrive de Moscou avec l'ordre de tenir les positions. L'un des premiers biographes de Khrouchtchev, Mark Frankland, suggéra que sa foi en Staline vacilla à la suite des revers de l'Armée rouge. Khrouchtchev écrivit dans ses mémoires :

« Mais laissez-moi revenir à la percée de l'ennemi dans la région de Kiev, à l'encerclement de notre groupe et à la destruction de la 37e Armée. Plus tard, la 5e Armée fut également anéantie… Tout cela n'avait aucun sens et du point de vue militaire, il s'agissait d'une démonstration d'ignorance, d'incompétence et d'illettrisme… Ici vous avez les résultats du refus de reculer. Nous fûmes incapables de sauver ces troupes car nous ne les avions pas retirées et en conséquence, nous les avons perdues… Et pourtant il était possible de permettre que cela n'arrive pas. »

En 1942, Khrouchtchev se trouvait sur le front sud-ouest et avec Timochenko, il proposa une contre-offensive massive dans la région de Kharkov. Staline n'approuva qu'une partie du plan mais 640 000 soldats soviétiques furent impliqués dans l'offensive. Les Allemands avaient néanmoins anticipé l'attaque et mirent en place un piège. L'offensive commença le 12 mai 1942 et les Soviétiques progressèrent rapidement mais cinq jours plus tard, les Allemands brisèrent les flancs de l'Armée rouge qui risquait alors de se faire encercler. Staline refusa d'annuler l'offensive et les divisions soviétiques furent rapidement isolées. Les Soviétiques perdirent 267 000 soldats dont plus de 200 000 furent faits prisonniers et Staline démit Timochenko de ses fonctions et rappela Khrouchtchev à Moscou. Si Staline laissa entendre que Khrouchtchev serait arrêté et exécuté, il l'autorisa néanmoins à retourner sur le front en l'envoyant à Stalingrad.

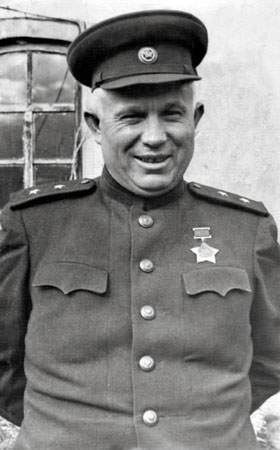
Khrouchtchev durant la Seconde Guerre mondiale avec des épaulettes de général de division.

Khrouchtchev arriva sur le front de Stalingrad en août 1942 peu après le début de la bataille pour son contrôle. Son rôle dans la défense de la ville fut mineur et le général Vassili Tchouïkov qui commandait la défense de Stalingrad ne mentionne Khrouchtchev que brièvement dans un mémoire publié alors que Khrouchtchev était premier secrétaire ; il en resta néanmoins fier tout au long de sa vie. Même s'il se rendait parfois à Moscou, il resta à Stalingrad durant la plus grande partie de la bataille et il faillit être tué au moins une fois. Il proposa une contre-attaque mais découvrit que Joukov et les autres généraux avaient déjà planifié en secret l'opération Uranus destinée à encercler les troupes allemandes. Avant le lancement de l'offensive, Khrouchtchev passa beaucoup de temps à inspecter les préparatifs, sonder le moral des troupes, interroger les prisonniers allemands et à en recruter certains pour des opérations de propagande.
Après le retrait des troupes allemandes de Stalingrad, Khrouchtchev fut envoyé sur d'autres fronts. Il fut affecté par une tragédie personnelle lorsque son fils Leonid (en), qui participait au conflit comme pilote de chasse, fut apparemment abattu et tué le 11 mars 1943. Les circonstances de sa mort restent obscures et controversées car aucun des autres pilotes n'indiqua l'avoir vu être abattu et son avion ou son corps ne furent pas retrouvés. En conséquence, le destin de Leonid a fait l'objet de nombreuses spéculations. Selon une théorie, Leonid aurait survécu et collaboré avec les Allemands et lorsqu'il fut recapturé, Staline ordonna son exécution malgré les suppliques de son père. Cette élimination supposée est utilisée pour expliquer pourquoi Khrouchtchev dénonça plus tard Staline dans son discours secret,. Cette théorie n'est pas soutenue par les sources soviétiques mais certains historiens avancent que le dossier de Leonid fut modifié après la guerre. Cette thèse est très controversée car semble avoir pour origine le discrédit de Khrouchtchev après son éviction même si on reconnaît qu'il avait un rapport difficile avec son fils, ce qui est compliqué pour un membre du Politburo, à l'image de Vassili Staline. À la fin de sa vie, l'ailier de Leonid avança avoir vu son appareil se désintégrer mais il ne le signala pas. Le biographe de Khrouchtchev, Taubman, suppose que cette omission était probablement destinée à ne pas le faire suspecter de complicité dans la mort du fils d'un membre du Politburo. Au milieu de l'année 1943, l'épouse de Leonid, Liuba Khrouchtcheva, fut arrêtée pour espionnage et condamnée à cinq ans de travaux forcés et son fils Tolya (issu d'une autre relation) fut placé en orphelinat. La fille de Leonid, Julia, fut élevée par Nikita et sa femme.
En juillet 1943, Khrouchtchev accompagna les troupes soviétiques lors de la bataille de Koursk qui se révéla être la dernière grande offensive allemande sur le territoire soviétique. Khrouchtchev raconta qu'il avait interrogé un déserteur SS apprenant ainsi que les Allemands préparaient une attaque mais cet épisode est rejeté par Taubman comme « presque certainement exagéré ». Khrouchtchev suivit les forces soviétiques lors de leur entrée en novembre 1943 dans la ville de Kiev largement dévastée. Avec la progression de plus en plus rapide des Soviétiques, il commença à être impliqué dans les travaux de reconstruction en Ukraine. Il fut nommé premier ministre de la république d'Ukraine en plus de son ancien poste de chef du parti communiste ukrainien, et c'est l'un des rares cas où les fonctions de dirigeant civil de l'Ukraine et de chef de son Parti furent occupées par la même personne.
Selon le biographe de Khrouchtchev, William Tompson, il est difficile d'évaluer sa carrière militaire car il agit souvent dans le cadre d'un conseil militaire et il est difficile de savoir dans quelle mesure il pouvait influencer les décisions ou s'il se contentait de signer les ordres d'autres officiers. Néanmoins Tompson indique que les quelques mentions de Khrouchtchev dans les mémoires militaires de la période Brejnev sont généralement positives, et ce à une époque où il était « à peine possible de mentionner Khrouchtchev quel que soit le contexte ». Tompson suggère que ces mentions favorables indiquent que les officiers tenaient Khrouchtchev en haute estime.

## Accession au pouvoir

### Retour en Ukraine

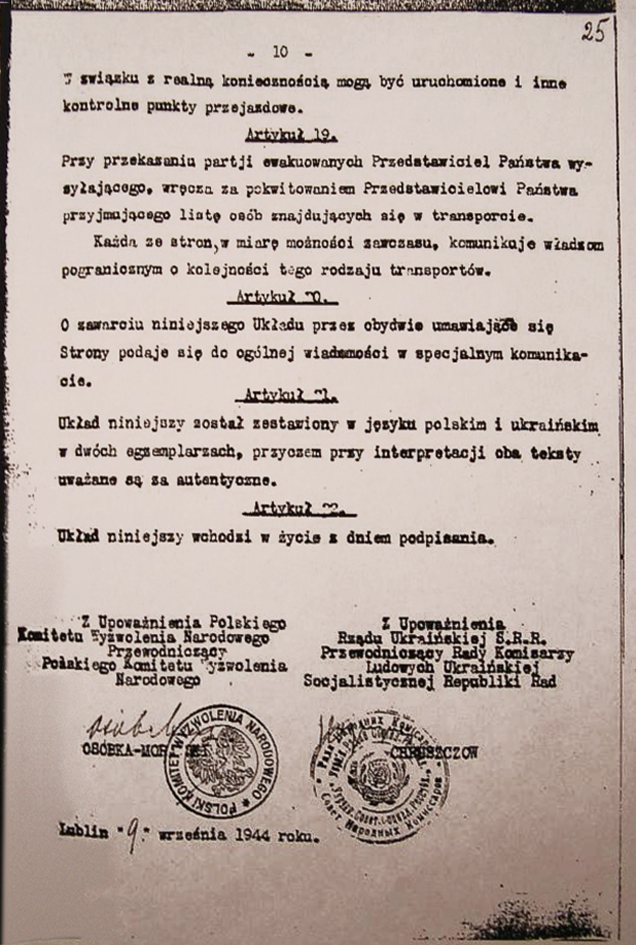
Dernière page de l'accord d'échange de population entre la Pologne et l'Ukraine conclu le 9 septembre 1944

Presque toute l'Ukraine avait été occupée par les Allemands et lorsque Khrouchtchev y retourna à la fin de l'année 1943, l'industrie était anéantie et l'agriculture devait faire face à de graves pénuries. Même si des millions d'Ukrainiens avaient été emmenés en Allemagne en tant que prisonniers de guerre ou travailleurs, il n'y avait pas assez de logements pour ceux qui restaient. Un Ukrainien sur six fut tué durant la Seconde Guerre mondiale.
Le 9 septembre 1944, il signe avec Edward Osóbka-Morawski, représentant le Comité polonais de Libération nationale un accord d'échange de population entre la Pologne et l'Ukraine soviétique. Les Polonais vivant à l'est de la ligne Curzon, sont déportés en Pologne, tandis que les Ukrainiens demeurant en Pologne sont déportés en Ukraine.
Khrouchtchev cherchait à reconstruire l'Ukraine mais il voulait également achever la mise en place interrompue du système soviétique. Alors que l'Ukraine se rétablissait, la conscription fut imposée et 750 000 hommes âgés de 19 à 50 ans reçurent un entraînement militaire de base et furent enrôlés dans l'Armée rouge. D'autres Ukrainiens rejoignirent les groupes de partisans luttant pour l'indépendance. Khrouchtchev se déplaçait dans tous les districts pour presser les travailleurs de renouveler leurs efforts. Il fit une courte visite dans sa ville natale de Kalinovka où la population souffrait de la faim et où seulement un tiers des hommes qui avaient rejoint l'Armée rouge étaient rentrés ; Khrouchtchev fit ce qu'il put pour aider la ville. Malgré les efforts de Khrouchtchev, en 1945, la production de l'industrie ukrainienne était tombée à un quart de ses niveaux d'avant-guerre et les récoltes chutèrent par rapport à 1944 alors que tout le territoire n'avait pas encore été libéré.
Dans une tentative pour augmenter la production agricole, les kolkhozes (fermes collectives) reçurent l'autorisation d'expulser les résidents qui ne remplissaient pas leur part du travail. Les chefs des kolkhozes en profitèrent pour expulser leurs ennemis personnels, les invalides et les personnes âgées et près de 12 000 personnes furent envoyées dans les régions orientales de l'Union soviétique. Khrouchtchev considérait cette politique comme très efficace et il recommanda à Staline son application dans l'ensemble du pays. Il travailla également à la mise en place de la collectivisation en Ukraine occidentale. Khrouchtchev espérait la réaliser en 1947 mais le manque de ressources et la résistance des nationalistes ralentirent le processus. La répression contre ces guérillas nationalistes, dont la majorité appartenait à l'Armée insurrectionnelle ukrainienne de Stepan Bandera, fut féroce et les unités militaires et policières soviétiques rapportèrent avoir exécuté 110 825 « bandits » et fait environ 250 000 prisonniers entre 1944 et 1946. Près de 600 000 Ukrainiens de l'Ouest furent arrêtés entre 1944 et 1952 ; un tiers fut exécuté et les autres furent emprisonnés ou déportés vers l'est.
Les années de guerre 1944 et 1945 avaient connu de mauvaises récoltes et en 1946, une grave sécheresse frappa l'Ukraine et l'ouest de la Russie. Malgré cela, les fermes collectives et étatiques devaient livrer 52 % de leur récolte au gouvernement. Le gouvernement soviétique cherchait à collecter le plus de céréales possibles pour ravitailler les alliés communistes en Europe de l'Est. Khrouchtchev fixa les quotas à un niveau élevé, ce qui mena Staline à attendre des quantités de céréales démesurées. La nourriture fut rationnée mais les travailleurs ruraux non agricoles ne recevaient aucune carte de rationnement. L'inévitable famine fut limitée aux régions rurales reculées et fut peu remarquée en dehors de l'URSS. Khrouchtchev, réalisant la situation désespérée à la fin de l'année 1946, demanda à plusieurs reprises de l'aide à Staline mais ce dernier refusa avec colère. Comme ses lettres n'avaient aucun effet, Khrouchtchev s'envola à Moscou pour défendre son cas en personne. Staline accepta finalement d'accorder une aide alimentaire limitée à l'Ukraine et de l'argent pour rendre gratuites les soupes populaires. La position politique de Khrouchtchev avait néanmoins été affectée et en février 1947, Staline suggéra que Lazare Kaganovitch soit envoyé en Ukraine pour « aider » Khrouchtchev. Le mois suivant, le Comité central ukrainien destitua Khrouchtchev de son poste de chef du Parti en faveur de Kaganovitch mais il conserva sa fonction de premier ministre.
Peu après l'arrivée de Kaganovitch à Kiev, Khrouchtchev tomba malade et il apparut rarement en public jusqu'en septembre 1947. Dans ses mémoires, Khrouchtchev indique qu'il souffrait d'une pneumonie ; certains biographes ont supposé que la maladie de Khrouchtchev était imaginaire et liée à la peur que sa perte de position ne soit que le premier pas vers la chute et la disgrâce. Les enfants de Khrouchtchev se souviennent néanmoins avoir vu leur père sérieusement malade. Une fois que Khrouchtchev fut capable de quitter son lit, lui et sa famille prirent leurs premières vacances depuis que la guerre avait éclaté dans une station balnéaire de Lettonie. Khrouchtchev brisa rapidement la routine de la plage avec des parties de chasse et une visite de Kaliningrad où il fit le tour des usines et des carrières. À la fin de l'année 1947, Kaganovitch fut rappelé à Moscou et Khrouchtchev retrouva son poste de chef du Parti. Il céda ensuite cette fonction à son protégé Demian Korotchenko.
Les dernières années de Khrouchtchev en Ukraine furent assez calmes, l'industrie récupérait, les forces soviétiques parvinrent à éliminer les partisans et les récoltes de 1947 et de 1948 furent plus importantes que prévu. La collectivisation se poursuivit en Ukraine de l'Ouest et Khrouchtchev mit en place de nouvelles politiques qui décourageaient les fermes privées. Certaines n'eurent cependant pas les effets escomptés et une taxe sur le bétail privé poussa les paysans à abattre leur cheptel. Avec l'objectif d'éliminer les différences entre la ville et la campagne et de transformer la paysannerie en un « prolétariat rural », Khrouchtchev développa l'idée d'agro-ville. Au lieu d'habiter dans des villages à proximité des fermes, les journaliers habiteraient à l'écart dans des villes plus importantes disposant d'installations et de services publics n'existant pas dans les villages. Il acheva la réalisation d'une telle ville en décembre 1949 avant son retour à Moscou et il la dédia à Staline pour son 70e anniversaire.
Dans ses mémoires, Khrouchtchev parle en termes élogieux de l'Ukraine qu'il avait gouvernée durant plus d'une décennie :

« Je dirais que le peuple ukrainien m'a bien traité. Je me rappelle avec enthousiasme les années que j'y ai passé. Il s'agissait d'une période pleine de responsabilités mais plaisante car elle m'apportait de la satisfaction… Mais loin de moi l'idée d'accroître mon importance. L'ensemble du peuple ukrainien a réalisé de grands efforts. J'attribue le succès de l'Ukraine au peuple ukrainien dans son ensemble. Je ne m'étendrai pas davantage sur ce thème, mais en principe il est très facile à démontrer. Je suis moi-même Russe et je ne veux pas offenser les Russes. »

### Dernières années de Staline
Khrouchtchev attribua son rappel à Moscou à la paranoïa de Staline qui craignait des complots à Moscou du même type que ceux qui auraient eu lieu lors de l'affaire de Leningrad où de nombreux hauts dirigeants du Parti avaient à tort été accusés de trahison. Khrouchtchev redevint le chef du Parti de Moscou et de sa province. Taubman suggère que Staline avait probablement rappelé Khrouchtchev à Moscou pour faire contrepoids à l'influence de Gueorgui Malenkov et du chef de la sécurité Lavrenti Beria qui étaient largement considérés comme les héritiers de Staline.
À ce moment, le dictateur vieillissant convoquait rarement des réunions du Politburo et l'essentiel des grandes décisions était pris lors de dîners organisés par Staline. Ces sessions auxquelles participaient Beria, Malenkov, Khrouchtchev, Kaganovitch, Vorochilov, Molotov et Boulganine commençaient par la projection de westerns que Staline appréciait ; ces derniers avaient été volés à l'Ouest et n'étaient pas sous-titrés. Le dictateur faisait servir les repas à 1 h du matin et insistait pour que ses subordonnés restent et boivent avec lui jusqu'à l'aube. À une occasion, Staline demanda à Khrouchtchev, alors âgé de près de 60 ans, de réaliser une danse traditionnelle ukrainienne. Khrouchtchev s'exécuta et indiqua plus tard : « Quand Staline dit danse, un homme sage danse ». Khrouchtchev essayait de faire la sieste après le déjeuner pour ne pas s'endormir en présence de Staline ; il nota dans ses mémoires : « Les choses se passent mal pour ceux qui somnolent à la table de Staline ».

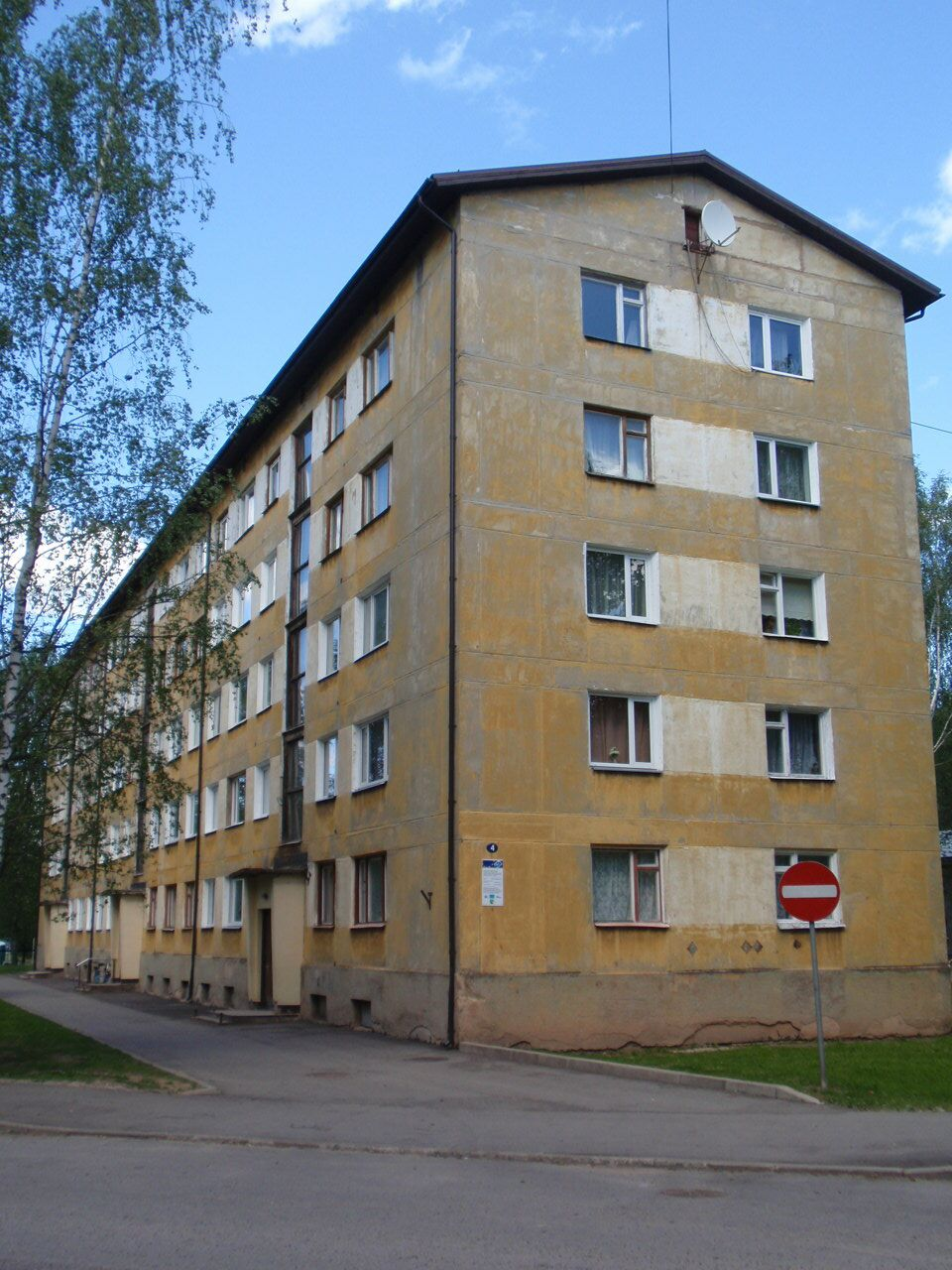
Exemple de Khrushcheby à Valga en Estonie.

En 1950, Khrouchtchev lança un vaste programme de construction de logements à Moscou. La plupart des immeubles d'habitation avait cinq ou six étages et ils devinrent omniprésents dans toute l'Union soviétique. Ils existent encore aujourd'hui. Khrouchtchev fit utiliser du béton armé préfabriqué pour accélérer le rythme de construction. Ces structures construites trois fois plus rapidement que la moyenne à Moscou entre 1946 et 1950 ne disposaient pas d'ascenseurs jugés trop coûteux et furent surnommées Khrushcheby par le public, un jeu de mots sur le mot russe pour taudis, trushcheby.
À son nouveau poste, Khrouchtchev continua son plan de développement des kolkhozes en réduisant le nombre de fermes collectives dans la province de Moscou de 70 %. Cela fit que les fermes étaient trop vastes pour être gérées efficacement par un seul président. Khrouchtchev chercha également à promouvoir son concept d'agro-ville mais lorsque son long discours sur le sujet fut publié dans la Pravda en mars 1951, Staline le désapprouva. Le journal publia rapidement une note indiquant que le discours de Khrouchtchev était une simple proposition et non une politique. En avril, le Politburo désavoua le concept. Khrouchtchev craignit de perdre sa place mais Staline se contenta de se moquer sans prendre de sanctions.
Le 1er mars 1953, Staline fut victime d'un grave accident vasculaire cérébral apparemment après s'être levé de son lit. Staline avait demandé à ne pas être dérangé, ce qui fit que son état ne fut pas découvert avant une douzaine d'heures. Alors que les médecins terrifiés tentaient de le soigner, Khrouchtchev et ses collègues se lancèrent dans une intense discussion en prévision de la formation d'un nouveau gouvernement. Staline mourut le 5 mars, alors que Khrouchtchev et les autres dirigeants restèrent à pleurer à côté de son lit.
Khrouchtchev commenta dans ses mémoires :

« Staline appelait tous ceux qui n'étaient pas d'accord avec lui des « ennemis du peuple ». Il disait qu'ils voulaient restaurer l'ordre ancien et que pour y parvenir, les « ennemis du peuple » s'étaient liés aux forces réactionnaires internationales. En conséquence, plusieurs centaines de milliers de personnes honnêtes ont péri. Tout le monde vivait dans la peur. Tout le monde s'attendait à tout moment à être réveillé au milieu de la nuit par des coups à leur porte et à ce que cet événement leur soit fatal… Les personnes qui n'étaient pas du goût de Staline étaient supprimées, des membres honnêtes du parti, des personnes irréprochables, loyales et travaillant de tout leur cœur pour notre cause qui avaient suivi l'école de la lutte révolutionnaire sous la direction de Lénine. C'était l'arbitraire total et complet. Et maintenant, tout cela doit être oublié et pardonné ? Jamais ! »

### Lutte pour le pouvoir
La mort de Staline fut annoncée au peuple soviétique et au reste du monde le 6 mars 1953, de même que la composition du nouveau gouvernement. Malenkov était le nouveau président du conseil des ministres (premier ministre) et Beria (qui consolida son emprise sur les services de renseignement), Kaganovitch, Boulganine et l'ancien ministre des affaires étrangères, Molotov devenaient premiers députés (vice-présidents). Les membres du Præsidium du Soviet suprême qui avaient récemment été promus par Staline furent écartés. Khrouchtchev fut relevé de ses fonctions de chef du Parti à Moscou pour qu'il puisse se concentrer sur des tâches non spécifiées au sein du Comité central. Le New York Times lista Malenkov et Beria en première et seconde place pour l'influence parmi les dix membres du Præsidium alors que Khrouchtchev était classé dernier.
Le 14 mars, Malenkov perdit néanmoins la première place des secrétaires du Comité central car ses collègues craignaient qu'il n'acquière trop de pouvoir. Le principal bénéficiaire fut Khrouchtchev qui le remplaça, en attendant d'être formellement nommé Premier secrétaire du Parti par le Comité central en septembre 1953. Avant même l'enterrement de Staline, Beria avait lancé une série de réformes dont l'ampleur était comparable à celles de Khrouchtchev durant sa période au pouvoir et même à celles de Mikhaïl Gorbatchev, 30 ans plus tard. Les propositions de Beria étaient destinées à dénigrer Staline et à lui faire porter la responsabilité de ses propres crimes. Une proposition, qui fut adoptée, amnistiait plus d'un million de prisonniers. Une autre, qui fut repoussée, prévoyait de relâcher le contrôle de l'Allemagne de l'Est au sein d'une Allemagne unie et neutre en échange d'un dédommagement de la part de l'Allemagne de l'Ouest ; Khrouchtchev considérait cette idée comme anti-communiste. Khrouchtchev s'allia donc avec Malenkov pour bloquer la plupart des propositions de Beria tout en rassemblant le soutien d'autres membres du Præsidium. Leur campagne contre Beria fut aidée par les craintes d'un coup d'État militaire planifié par Beria et, selon ce qu'écrivit Khrouchtchev dans ses mémoires, par la conviction que « Beria était en train d'aiguiser ses couteaux contre nous ». Le 26 juin 1953, Beria fut arrêté lors d'une réunion du Præsidium. Il fut jugé en secret et exécuté en décembre 1953 avec cinq de ses plus proches associés. Beria fut le dernier perdant d'une lutte de pouvoir soviétique à payer de sa vie sa chute.
La lutte de pouvoir au sein du Politburo (rebaptisé Præsidium du Comité central en 1952) ne fut pas résolue par l'élimination de Beria. Le pouvoir de Malenkov se trouvait dans l'appareil politique civil, qu'il cherchait à étendre en réorganisant le gouvernement et en lui donnant plus de pouvoir aux dépens du Parti. Il tenta également d'obtenir le soutien du public en baissant le prix des produits de base et en abaissant le montant des souscriptions d'obligations d'État qui étaient depuis longtemps imposées aux citoyens. De son côté, Khrouchtchev, dont la base du pouvoir reposait sur le Parti, chercha à le renforcer. Si dans le système soviétique, le Parti devait être l'entité dominante, il avait perdu beaucoup de son influence sous Staline qui avait accaparé l'essentiel du pouvoir pour lui-même et pour le Præsidium. Khrouchtchev vit qu'avec un Præsidium divisé par les luttes d'influence, le Parti et son Comité central pouvaient retrouver leur pouvoir d'antan. Khrouchtchev rassembla le soutien des membres importants du Parti et il parvint à nommer ses sympathisants à la tête des principales instances de pouvoir qui entrèrent ensuite au sein du Comité central.
Khrouchtchev se montrait volontiers entreprenant et prêt à vaincre tous les obstacles, à la différence de Malenkov qui semblait plus terne. Il fit ouvrir au public le Kremlin de Moscou, une décision qui fut appréciée du peuple. Si Malenkov et Khrouchtchev voulaient tous deux réformer l'agriculture, les propositions de Khrouchtchev étaient plus larges et incluaient la campagne des terres vierges destinée à implanter des centaines de milliers de jeunes volontaires dans des fermes en Sibérie occidentale et dans le nord du Kazakhstan. Malgré des succès initiaux, le projet fut à terme un désastre pour l'agriculture soviétique. De plus, Khrouchtchev disposait d'informations compromettantes sur Malenkov tirées des dossiers secrets de Beria. Alors que les procureurs soviétiques enquêtaient sur les atrocités de Staline vers la fin de son règne, dont l'affaire de Leningrad, ils découvrirent des preuves de l'implication de Malenkov. En février 1954, Khrouchtchev remplaça Malenkov sur le siège d'honneur lors des réunions du Præsidium ; en juin, Malenkov cessa d'être au sommet de la liste des membres du Præsidium, qui était à présent organisée alphabétiquement. L'influence de Khrouchtchev continua de s'accroître avec l'allégeance des principaux représentants locaux du Parti et le placement de ses candidats à la tête du KGB.
Lors d'une réunion du Comité central en janvier 1955, Malenkov fut mis en accusation pour son implication dans les atrocités et le comité vota une résolution l'accusant d'avoir participé à l'affaire de Leningrad et d'avoir facilité l'accession de Beria aux postes de responsabilité. Lors d'une réunion du Soviet suprême le mois suivant, Malenkov fut destitué en faveur de Boulganine à la surprise des observateurs occidentaux. Malenkov resta au Præsidium en tant que ministre des centrales électriques. Selon le biographe de Khrouchtchev, William Tompson, « la position dominante de Khrouchtchev au sein des membres de la direction collective ne faisait plus aucun doute ».

## À la tête de l'URSS (1955-1964)

### Politique intérieure

#### Consolidation du pouvoir et rapport secret

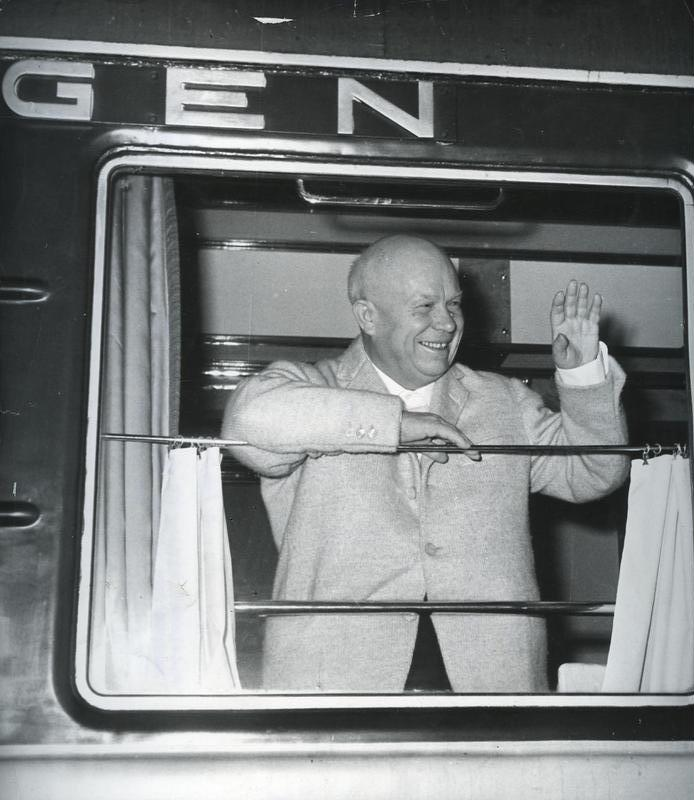
Khrouchtchev durant une visite en Pologne en 1963

Après la mise en retrait de Malenkov, Khrouchtchev et Molotov avaient initialement travaillé ensemble en bonne entente et le ministre des affaires étrangères de longue date proposa même que Khrouchtchev et non Boulganine remplace Malenkov comme premier ministre. Les deux hommes n'avaient cependant pas les mêmes vues politiques. Molotov s'opposait à la campagne des terres vierges et proposait d'augmenter les rendements dans les régions agricoles existantes par des investissements importants ; Khrouchtchev considérait que cette stratégie n'était pas possible du fait du manque de ressources et de main d'œuvre qualifiée. Ils s'opposaient également au sujet de la politique étrangère ; peu après sa prise de pouvoir, Khrouchtchev signa un traité de paix avec l'Autriche qui entraîna le retrait des forces d'occupation soviétiques. Molotov était réticent mais Khrouchtchev organisa la venue d'une délégation autrichienne à Moscou pour négocier le traité. Bien que Khrouchtchev et les autres membres du Præsidium aient attaqué Molotov lors d'une réunion du Comité central au milieu de l'année 1955 en l'accusant de mener une politique étrangère néfaste à l'URSS, Molotov conserva son poste.
À la fin de l'année 1955, des milliers de prisonniers politiques étaient rentrés chez eux et ils témoignèrent de leurs expériences du goulag. La poursuite des enquêtes sur les abus commis révéla l'ampleur des crimes commis par Staline à ses successeurs. Khrouchtchev était persuadé qu'une fois retirée la tache du stalinisme, le Parti inspirerait à nouveau confiance au peuple. À partir d'octobre 1955, Khrouchtchev fit pression pour que les crimes de son prédécesseur soient dévoilés aux délégués du prochain XXe congrès du parti communiste. Il le fit en omettant soigneusement sa propre participation aux mêmes crimes, ce qui a notamment été révélé en 1992 lorsque les archives ont été momentanément ouvertes aux historiens. Certains de ses collègues dont Molotov et Malenkov s'opposaient à une telle divulgation et ils le persuadèrent de faire ses remarques au cours d'une session fermée au public.
Le XXe congrès du Parti commença le 14 février 1956 et dans le discours d'ouverture, Khrouchtchev dénigra Staline et demanda aux délégués de se lever en l'honneur des dirigeants communistes décédés depuis le précédent congrès. Au matin du 25 février, Khrouchtchev lut ce qui fut connu sous le nom du « rapport secret » devant une assemblée limitée aux délégués soviétiques et interdite à la presse. Sous le prétexte de dénoncer les conséquences du culte de la personnalité, le rapport est une critique de Staline. Durant quatre heures, il démolit la réputation de Staline. Khrouchtchev nota dans ses mémoires que « le congrès m'écouta en silence. Comme le dit le proverbe, on aurait pu entendre une mouche voler. C'était si soudain et inattendu ». Il dit aux délégués :

« C'est ici que Staline a montré à de nombreuses reprises son intolérance, sa brutalité et son abus de pouvoir… Il a souvent choisi le chemin de la répression et de la destruction physique, pas seulement contre ses véritables ennemis mais aussi contre des individus qui n'avaient commis aucun crime contre le Parti ou le gouvernement soviétique. »

Le rapport secret, s'il ne changea pas fondamentalement la société soviétique, eut de larges effets. Le rapport fut un des facteurs ayant mené aux soulèvements en Pologne et à la révolution hongroise plus tard dans l'année et les défenseurs de Staline organisèrent quatre jours d'émeutes (en) dans sa Géorgie natale en juin pour demander la démission de Khrouchtchev et son remplacement par Molotov. Dans les réunions où le rapport secret fut lu, les communistes condamnèrent de manière encore plus virulente Staline (et Khrouchtchev) et demandèrent même des élections multipartites. Cependant, Staline ne fut pas publiquement dénoncé et son portrait resta affiché dans toute l'URSS et même dans le bureau de Khrouchtchev au Kremlin. Mikhaïl Gorbatchev, alors fonctionnaire du Komsomol, se rappela que si les jeunes et les Soviétiques éduqués de son district étaient excités par le rapport, beaucoup d'autres le critiquèrent et défendirent Staline ou affirmèrent que cela ne servait à rien de remuer le passé. Quarante ans plus tard, après la chute de l'Union soviétique, Gorbatchev félicita Khrouchtchev pour avoir pris un risque politique aussi grand et pour avoir montré qu'il était « après tout un homme avec un sens moral ».
L'expression de « rapport secret » se révéla très inadaptée. Alors que l'audience du rapport était entièrement soviétique, les délégations d'Europe de l'Est furent autorisées à l'entendre la nuit suivante et sa lecture fut lente pour qu'ils puissent prendre des notes. Le 5 mars, des copies furent envoyées dans toute l'Union soviétique avec la mention « pas pour la presse » au lieu de « top secret ». Une traduction officielle apparut moins d'un mois après en Pologne et les Polonais en imprimèrent 12 000 exemplaires dont un parvint rapidement à l'Ouest. Le fils de Khrouchtchev, Sergueï, écrivit plus tard, « Clairement, Père essaya de faire en sorte qu'il arrive dans le plus d'oreilles possibles. Il fut rapidement lu aux réunions du Komsomol, ce qui signifiait 18 millions d'auditeurs supplémentaires. Si vous incluez leurs proches, leurs amis et leurs connaissances, on peut dire que tout le pays fut au courant du discours… Le printemps avait à peine commencé que le discours avait déjà commencé à faire le tour du monde ».
La minorité anti-Khrouchtchev au Præsidium fut renforcée par ceux qui s'opposaient à ses propositions de décentraliser la direction de l'économie, ce qui menaçait le cœur de la base du pouvoir de Malenkov. Durant la première moitié de l'année 1957, Malenkov, Molotov et Kaganovitch s'efforcèrent de rassembler des soutiens pour renverser Khrouchtchev. Le 18 juin, lors d'une réunion du Præsidium au cours de laquelle deux partisans de Khrouchtchev étaient absents, les conspirateurs proposèrent que Khrouchtchev soit destitué de son poste de premier secrétaire au profit de Boulganine. Khrouchtchev refusa au motif que tous les membres du Præsidium n'avaient pas été avertis, une objection qui aurait été rapidement balayée si Khrouchtchev n'avait pas contrôlé fermement l'appareil militaire par l'intermédiaire du ministre de la défense, le maréchal Joukov, et les agences de sécurité. Des réunions prolongées du Præsidium se poursuivirent durant plusieurs jours et alors que les nouvelles de la lutte de pouvoir commençaient à se répandre, des membres du Comité central, que Khrouchtchev contrôlait, affluèrent à Moscou souvent à bord d'appareils militaires, et demandèrent à participer à la réunion. Leur entrée fut refusée mais il y avait suffisamment de membres du Comité central à Moscou pour organiser un congrès d'urgence du Parti qui força la direction à autoriser une réunion du Comité central. Lors de celle-ci, les trois principaux conspirateurs furent surnommés le « groupe anti-Parti » et accusés de complicité dans les crimes de Staline et de promouvoir le factionnalisme. Les trois hommes furent exclus du Comité central et du Præsidium, de même que l'ancien ministre des affaires étrangères et protégé de Khrouchtchev, Dmitri Chepilov, qui avait rejoint le complot. Molotov fut muté en tant qu'ambassadeur en Mongolie et les autres furent placés à la direction de complexes industriels et d'instituts loin de Moscou.
Le maréchal Joukov fut récompensé de son soutien en étant nommé membre à part entière du Præsidium mais Khrouchtchev s'inquiétait de sa popularité et de son pouvoir. En octobre, le ministre de la défense fut envoyé en tournée dans les Balkans et Khrouchtchev organisa une réunion du Præsidium pour l'écarter. Joukov apprit ce qui se passait et retourna en urgence à Moscou uniquement pour recevoir l'annonce officielle de sa destitution. Lors d'une réunion du Comité central plusieurs semaines plus tard, pas un mot ne fut prononcé pour la défense de Joukov. Khrouchtchev acheva la consolidation de son pouvoir en organisant la démission de Boulganine du poste de premier ministre en sa faveur (Boulganine fut placé à la tête de la Gosbank) ; il créa également un conseil de défense de l'URSS qu'il dirigeait devenant ainsi commandant en chef des forces armées.
En dépit de la condamnation de Staline et de l'image de sa personne, Khrouchtchev bénéficia d'un culte de la personnalité qui atteint son apogée en avril 1964 pour son 70e anniversaire, un jubilé où fut célébré son rôle dans la déstalinisation et des biographies révisionnistes où on lui attribue un rôle militaire majeur dans la grande guerre patriotique. Des décorations furent remises et un grand banquet fut célébré avec les dirigeants des états-frères : Władysław Gomułka, Antonín Novotný, Walter Ulbricht, János Kádár, Todor Jivkov. Hélène Carrère d'Encausse indique que bien que ce soit de la propagande proche de l'époque stalinienne, ces célébrations sont bien légères par rapport au culte de la personnalité de Staline, surtout à travers le 70e anniversaire du père des peuples en 1949 dont les festivités s'étalèrent sur des années.
Même si la domination de Khrouchtchev était à présent totale, il ne disposait pas du pouvoir absolu de Staline.

#### Libéralisation de la culture
Après sa prise de pouvoir, Khrouchtchev instaura une certaine liberté dans le domaine des arts. La publication du roman L'Homme ne vit pas seulement de pain de Vladimir Doudintsev, récit d'un ingénieur idéaliste opposé à une bureaucratie rigide, fut autorisée en 1956 même si Khrouchtchev qualifia l'histoire de « fondamentalement fausse ». Il ordonna néanmoins en 1958 une virulente attaque contre Boris Pasternak après que son roman Le Docteur Jivago eut été publié à l'étranger et sa parution fut interdite en Union soviétique. La Pravda qualifia le roman de « pige réactionnaire de faible qualité » et son auteur fut exclu de l'Union des écrivains d'URSS. Pasternak reçut le prix Nobel de littérature, mais il dut le refuser à cause de fortes pressions. Après qu'il eut décliné le prix, Khrouchtchev ordonna l'arrêt des attaques contre Pasternak. Dans ses mémoires, Khrouchtchev avança qu'il fut tourmenté par le roman, qu'il passa très près de l'autoriser et qu'il regretta ensuite de ne pas l'avoir fait. Après sa chute, Khrouchtchev obtint une copie du roman et le lut (il n'avait auparavant lu que des extraits) et avança, « Nous n'aurions pas dû l'interdire. J'aurais dû le lire moi-même. Il n'y a rien d'anti-soviétique dedans ».
Khrouchtchev considérait que l'URSS pouvait atteindre le niveau de vie de l'Occident et il ne voyait aucun problème à autoriser les citoyens soviétiques à voir les réussites occidentales. Staline avait fortement limité l'entrée de touristes en Union soviétique et peu de Soviétiques avaient l'autorisation de voyager. Au contraire, Khrouchtchev laissa les Soviétiques voyager (700 000 citoyens soviétiques se rendirent à l'étranger en 1957) et il autorisa des étrangers à visiter l'Union soviétique où les touristes firent l'objet d'une immense curiosité. Durant l'été 1957, le 6e Festival mondial de la jeunesse et des étudiants fut organisé à Moscou et Khrouchtchev demanda aux officiels du Komsomol de « recouvrir les invités étrangers de nos étreintes ». Le « carnaval socialiste » attira plus de trois millions de moscovites qui rejoignirent 30 000 jeunes visiteurs étrangers. Selon l'historien Vladislav Zubok, le festival « pulvérisa les clichés de la propagande » sur les Occidentaux en permettant aux Moscovites de juger par eux-mêmes.
En 1962, Khrouchtchev, impressionné par le roman Une journée d'Ivan Denissovitch d'Alexandre Soljenitsyne, persuada le Præsidium d'autoriser sa publication,. Ce dégel prit fin le 1er décembre 1962 lorsque Khrouchtchev fut emmené au Manège de Moscou pour voir une exposition comportant de nombreuses œuvres d'avant-garde. En les voyant, Khrouchtchev explosa de rage, compara les œuvres d'art à des « merdes de chiens » et déclara qu'un « âne pouvait produire une meilleure œuvre en barbouillant avec sa queue ». Une semaine plus tard, la Pravda publia un appel pour la pureté artistique. Lorsque des écrivains et des cinéastes défendirent les peintres, Khrouchtchev dirigea également sa colère contre eux. Malgré la fureur du premier ministre, aucun des artistes ne fut arrêté ou exilé. L'exposition du Manège de Moscou resta ouverte quelque temps après la visite de Khrouchtchev et vit même une augmentation considérable du nombre de visiteurs après la parution de l'article de la Pravda.

#### Réformes politiques
Sous Khrouchtchev, les tribunaux spéciaux appelés troikas institués par les services de renseignement et qui agissaient sans aucun respect pour les lois et les procédures furent abolis. Les réformes effectuées impliquaient qu'aucune accusation de crime politique ne pouvait être présentée même devant une cour régulière sans qu'elle ait été approuvée par le comité local du Parti. Cela fut rarement le cas et il n'y eut pas de grands procès politiques sous Khrouchtchev et tout au plus quelques centaines de procédures engagées. Au lieu de cela, d'autres sanctions furent infligées aux dissidents telles que la perte d'emploi ou de poste universitaire et l'expulsion du Parti. Sous le pouvoir de Khrouchtchev, l'hospitalisation forcée fut introduite pour les personnes « socialement dangereuses ». Selon l'auteur Roy Medvedev, qui écrivit l'une des premières analyses des années Khrouchtchev, la « terreur politique comme méthode journalière de gouvernement fut remplacée sous Khrouchtchev par des moyens de répression administratifs ».
En 1958, Khrouchtchev ouvrit une réunion du Comité central à des centaines d'officiels soviétiques et certains purent même s'adresser à l'assemblée. Pour la première fois, le déroulement du Comité était rendu public et cette pratique se poursuivit dans les réunions suivantes. Néanmoins, cette transparence renforçait le contrôle de Khrouchtchev sur le Comité car les dissidents devraient se justifier devant une large audience.
En 1962, Khrouchtchev divisa le niveau d'oblast (province) des comités du Parti en deux structures parallèles, une pour l'industrie et l'autre pour l'agriculture. Cette décision était impopulaire chez les apparatchiks du Parti et elle entraîna des confusions dans la chaîne de commandement car aucun des comités n'avait de préséance sur l'autre. Comme il n'y avait qu'un nombre limité de sièges au Comité central pour chaque oblast, la division créa la possibilité d'une rivalité entre les factions qui, selon Medvedev, avait le potentiel de mettre en place un système bipartite. Khrouchtchev ordonna également qu'un tiers des membres de chaque comité, du plus bas niveau à celui du Comité central, soit remplacé à chaque élection. Ce décret créa des tensions entre Khrouchtchev et le Comité central et irrita les dirigeants du Parti à qui Khrouchtchev devait sa prise de pouvoir.

#### Politique agricole
Dès les années 1940, Khrouchtchev défendit la culture du maïs en Union soviétique. Son intérêt pour le maïs lui valut le surnom de kukuruznik (« Monsieur Maïs »), qui fut repris avec ironie à la suite de l'échec des cultures. Il fonda un institut du maïs en Ukraine et ordonna que des milliers d'hectares soient plantés avec du maïs dans les terres vierges,. En février 1955, Khrouchtchev prononça un discours dans lequel il défendit la création d'une agriculture fondée sur le maïs comme dans l'Iowa et une délégation soviétique se rendit dans l'État américain durant l'été. Alors que leur intention était de ne visiter que de petites exploitations, la délégation fut approchée par un agriculteur et vendeur de maïs, Roswell Garst, qui persuada ses membres de visiter sa grande ferme dans le comté de Guthrie. Garst visita l'Union soviétique en septembre où il se lia d'amitié avec Khrouchtchev ; il vendit 4 500 t de semences à l'URSS. Garst conseilla aux Soviétiques de ne faire pousser le maïs que dans la partie sud du pays et de s'assurer qu'il y avait suffisamment d'engrais, d'insecticides et d'herbicides. Cela ne fut cependant pas fait car Khrouchtchev voulait planter du maïs même en Sibérie et sans les produits chimiques nécessaires. Alors que Khrouchtchev mettait en garde contre « ceux qui voulaient recouvrir la planète de maïs », il démontra une grande passion pour cette céréale à tel point que lors d'une visite dans un kolkhoze letton, il déclara que certains dans son audience se demandaient probablement « Khrouchtchev va-t-il dire quelque chose sur le maïs ou non? » Il le fit en reprochant aux agriculteurs de ne pas en planter plus. L'expérience du maïs ne fut pas très concluante et il écrivit plus tard que des officiels trop enthousiastes, voulant lui plaire, avaient trop planté sans préparer correctement le sol et « en conséquence, le maïs fut discrédité tout comme moi ».
Khrouchtchev voulut abolir les Stations de Machines et de Tracteurs (SMT) qui possédaient les plus grands engins agricoles comme les moissonneuses-batteuses et les tracteurs et assuraient le labourage en transférant leurs équipements aux kolkhozes et aux sovkhozes (fermes d'état). Après un test réussi dans lequel les SMT approvisionnaient un seul grand kolkhoze chacun, Khrouchtchev ordonna une transition graduelle mais demanda ensuite à ce que les changements aient lieu plus rapidement. En moins de trois mois, plus de la moitié des SMT avaient été fermés et les kolkhozes avaient l'obligation d'acheter les équipements sans réduction de prix pour les machines vieillissantes ou usées. Les employés des SMT, ne souhaitant pas s'associer aux kolkhozes et perdre leurs avantages salariaux et le droit de changer de travail, partirent pour les villes ce qui entraîna une pénurie d'opérateurs qualifiés. Le coût des équipements, des bâtiments de stockage et des réservoirs de carburant appauvrit de nombreux kolkhozes. Sans les SMT, le marché pour les équipements agricoles soviétiques s'effondra car les kolkhozes n'avaient ni l'argent ni les spécialistes pour acheter de nouveaux équipements.
L'un des conseillers de Khrouchtchev était l'ingénieur agronome Trofim Lyssenko qui promettait d'accroître les rendements agricoles en modifiant les caractéristiques des plantes. Ses idées étaient appréciées par Khrouchtchev qui demanda leur application malgré le manque total de justification scientifique et Lyssenko parvint à maintenir son influence malgré des échecs répétés. Les actions de Lyssenko retardèrent fortement le développement de la recherche génétique en Union soviétique. En mai 1957, Khrouchtchev annonça que l'objectif était de dépasser les États-Unis pour la production de lait, de viande et de beurre. Les fonctionnaires locaux, encouragés par Khrouchtchev, firent des prévisions de production irréalistes. Ces objectifs étaient remplis en obligeant les éleveurs à abattre leur cheptel reproducteur et à acheter de la viande dans les magasins d'état avant de les revendre ensuite au gouvernement, ce qui augmentait artificiellement les chiffres de production. L'une des affaires qui illustre cette politique est le miracle de Riazan en 1959, qui se solde par la véritable mise en péril de l'élevage bovin de l'oblast de Riazan et le suicide du premier secrétaire du Comité régional du PCUS de Riazan, Alekseï Larionov,,,.
En juin 1962, le prix des produits alimentaires augmenta en particulier pour la viande et le beurre (de 25 à 30 %), créant un courant de mécontentement dans la population. Dans la ville russe de Novotcherkassk, ce mécontentement déboucha sur une grève et une révolte contre les autorités. Le soulèvement fut réprimé par l'armée et, selon les rapports officiels soviétiques, 22 personnes furent tuées et 87 blessées. De plus, 116 manifestants furent arrêtés et sept d'entre eux furent exécutés. Les nouvelles de la révolte furent complètement étouffées en URSS mais elles se répandirent via les samizdats et affectèrent la réputation de Khrouchtchev en Occident.
L'Union soviétique fut frappée par une sécheresse en 1963 et la récolte de céréales ne fut que de 97 500 000 tonnes par rapport au pic de 122 200 000 tonnes de 1958. Les pénuries entraînèrent l'apparition de soupes populaires, un fait qui fut initialement caché à Khrouchtchev. Ce dernier était réticent à l'idée d'acheter de la nourriture à l'Ouest mais comme l'alternative était une famine de grande ampleur, il utilisa une partie de la réserve d'or soviétique pour acheter des céréales et des produits alimentaires à l'étranger.

#### Éducation

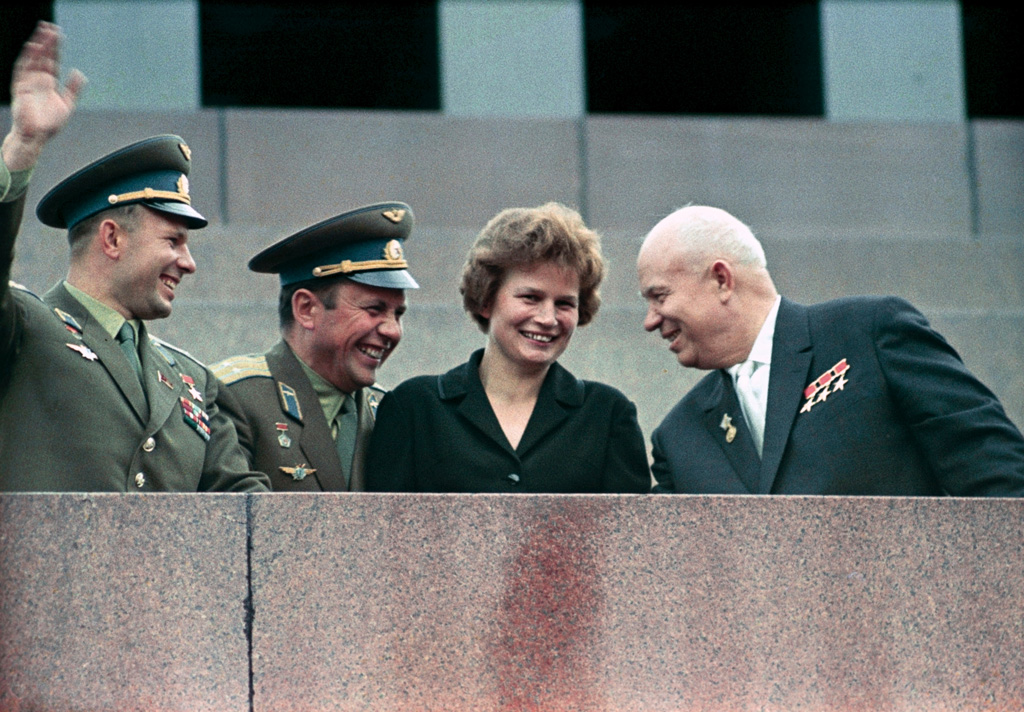
Khrouchtchev avec les cosmonautes Youri Gagarine, Pavel Popovitch et Valentina Terechkova en 1963

Durant sa visite aux États-Unis en 1959, Khrouchtchev fut très impressionné par les programmes d'éducation agricole de l'université d'État de l'Iowa et il chercha à les transposer en Union soviétique. À cette époque, la principale université agricole d'URSS se trouvait à Moscou et peu d'étudiants pratiquaient sur le terrain. Khrouchtchev proposa de déplacer le programme dans les zones rurales. Cela ne fut pas le cas, du fait de la résistance des professeurs et des étudiants qui ne se prononcèrent jamais véritablement contre le premier ministre mais n'appliquèrent pas ses propositions. Dans ses mémoires, Khrouchtchev écrivit « C'est agréable de vivre à Moscou et de travailler à l'académie agricole Timiryazev. C'est une ancienne et vénérable institution, une grande entité économique avec des enseignants qualifiés mais elle est en ville ! Ses étudiants n'ont pas une folle envie de travailler dans les fermes collectives car pour cela ils doivent partir en province et vivre dans la cambrousse ».
Khrouchtchev fonda plusieurs villes académiques comme Akademgorodok. Le premier ministre considérait que la science occidentale progressait car de nombreux scientifiques vivaient dans des villes universitaires comme Oxford à l'écart des distractions des grandes villes, étaient bien payés et vivaient dans d'excellentes conditions. Il chercha à dupliquer ces conditions en Union soviétique. La tentative de Khrouchtchev fut globalement réussie même si ses nouvelles villes et centres scientifiques avaient tendance à attirer les jeunes scientifiques alors que les anciens étaient réticents à l'idée de quitter Moscou ou Leningrad.
Khrouchtchev proposa également de restructurer le système d'enseignement secondaire. Alors que les lycées préparaient les élèves à entrer à l'université, peu de jeunes soviétiques suivaient cette voie. Khrouchtchev voulut renforcer l'attrait de l'apprentissage : les étudiants passeraient une grande partie de leur temps à l'usine ou en apprentissage et une petite partie à l'école. En pratique, les écoles développèrent des liens avec les entreprises à proximité et les étudiants y étaient envoyés travailler un ou deux jours par semaine ; les usines et les autres entreprises n'appréciaient pas leur rôle d'enseignant tandis que les étudiants et leurs familles se plaignaient du choix limité.
Si la proposition de formation professionnelle ne survécut pas à la chute de Khrouchtchev, la décision d'établir des lycées spécialisés pour les élèves surdoués ou ceux voulant étudier un sujet spécifique entraîna des changements bien plus durables. Ces écoles furent modelées d'après les lycées étrangers qui avaient été fondés à Moscou et à Leningrad à partir de 1949. En 1959, l'université d'État de Novossibirsk devint le premier établissement d'enseignement permanent spécialisé dans les mathématiques et la science. D'autres écoles de ce type furent rapidement créées à Moscou, Leningrad et Kiev. Au début des années 1970, plus de 100 écoles spécialisées avaient été fondées avec des spécialisations en mathématiques, en science, en art, en musique et en sport. L'éducation maternelle fut développée sous Khrouchtchev et au moment où il quitta ses fonctions, environ 22 % des enfants soviétiques allaient à l'école maternelle, mais si c'était le cas pour la moitié des enfants vivant en milieu urbain, seuls 12 % des enfants ruraux en profitaient.

### Politique étrangère

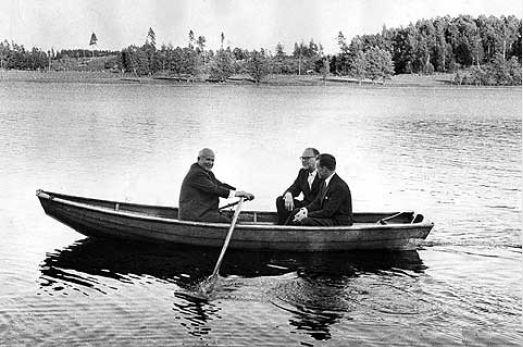
Khrouchtchev avec le premier ministre suédois Tage Erlander et un interprète dans sa résidence de loisirs de Harpsund en 1964

Lors de la prise de pouvoir par Khrouchtchev, peu de gens en dehors d'Union soviétique le connaissaient et ils ne furent initialement pas impressionnés par le personnage. Petit, massif et portant des costumes mal-taillés, il « rayonnait d'énergie mais pas d'intelligence » et fut considéré par beaucoup comme un bouffon qui ne resterait pas longtemps en place. Le secrétaire aux affaires étrangères britannique, Harold Macmillan se demanda « comment cet obèse vulgaire avec ses yeux de cochon et son flot ininterrompu de paroles peut être le chef, l'aspirant tsar de ces millions de personnes ? ». La popularité croissante du dirigeant à l'étranger fut telle qu'il fut surnommé « Monsieur K » ou « K » par la presse,,.
Le biographe de Khrouchtchev, Tompson décrivit le tempérament du dirigeant :

« Il pouvait être charmant ou vulgaire, exubérant ou renfrogné ; il exposait sa rage (souvent forcée) en public avec des hyperboles explosives dans sa rhétorique. Mais quelles que soient ses actions, il était plus humain que son prédécesseur ou même que la plupart de ses homologues étrangers et pour une grande partie des gens, cela suffisait à rendre l'URSS moins mystérieuse ou dangereuse. »

#### États-Unis et alliés

##### Premières relations (1957-1960)

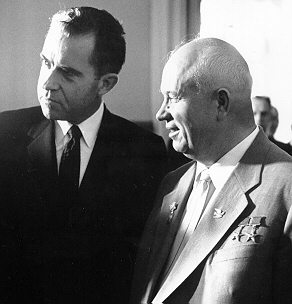
Khrouchtchev avec le vice-président américain Richard Nixon en 1959

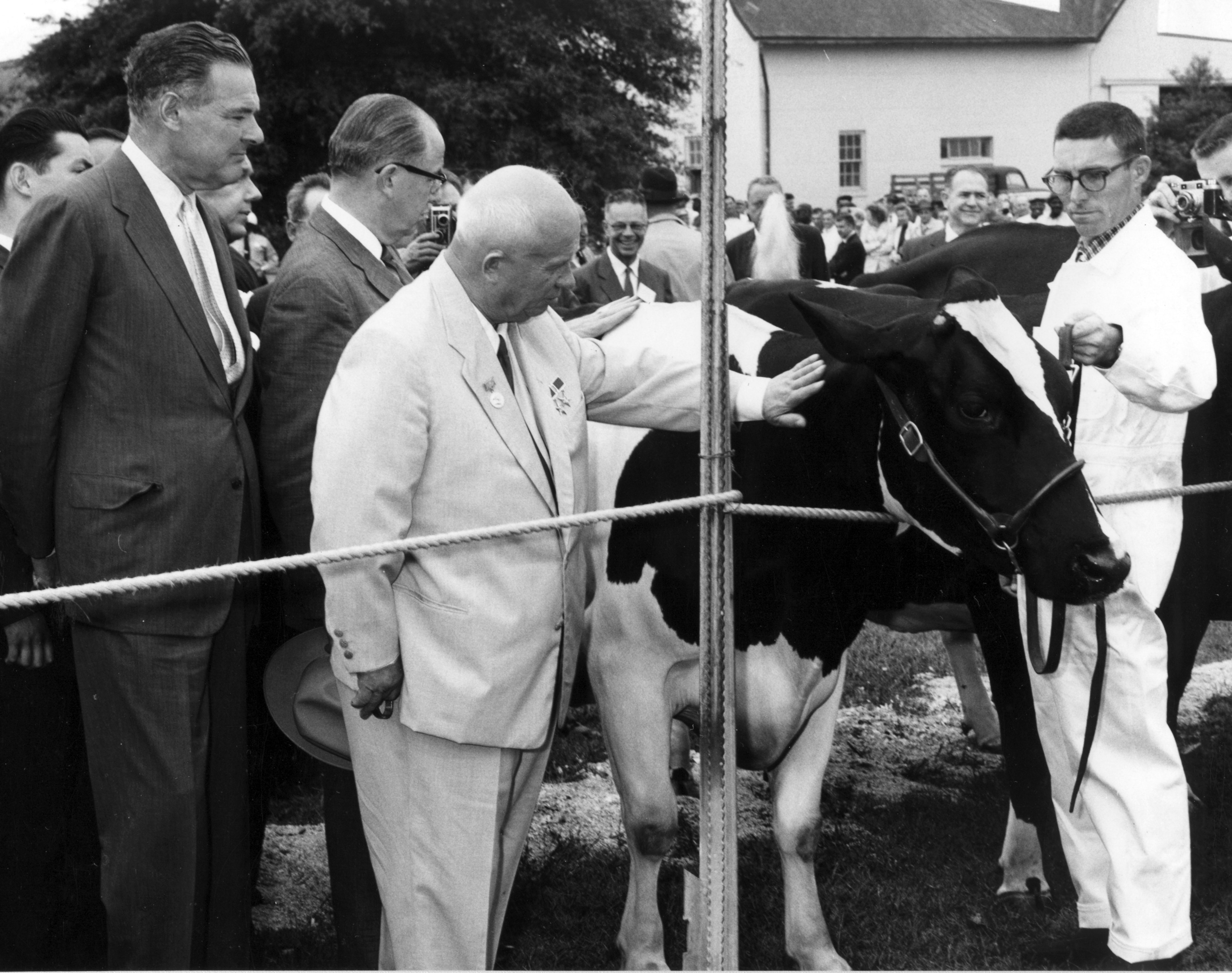
Khrouchtchev avec le secrétaire à l'agriculture Ezra Taft Benson et l'ambassadeur américain aux Nations unies Henry Cabot Lodge, Jr. durant sa visite du centre de l'Agricultural Research Service le 16 septembre 1959.

Khrouchtchev souhaitait trouver une solution durable au problème de l'Allemagne divisée et de l'enclave que représentait Berlin-Ouest au cœur de la RDA. En novembre 1958, il qualifia Berlin-Ouest de « tumeur cancéreuse » et donna six mois aux États-Unis, au Royaume-Uni et à la France pour retirer leurs troupes de la ville et accepter d'en faire une zone démilitarisée. Les Occidentaux refusèrent la proposition et l'ultimatum expira en mai sans résultats tangibles.
Khrouchtchev voulut éliminer une grande partie de l'arsenal conventionnel pour faire reposer la défense de l'Union soviétique sur les missiles balistiques intercontinentaux. Il considérait que sans cela, l'énorme complexe militaro-industriel continuerait d'accaparer les ressources et empêcherait l'amélioration des conditions de vie de la population. En 1955, Khrouchtchev abandonna les plans de Staline pour une grande marine car il considérait que les nouveaux navires seraient trop vulnérables à une attaque conventionnelle ou nucléaire. En janvier 1960, Khrouchtchev profita d'une amélioration des relations avec les États-Unis pour ordonner une réduction d'un tiers des forces armées soviétiques en avançant que des armes plus performantes remplaceraient les soldats perdus. La conscription restait en vigueur mais les exemptions pour le service militaire devinrent de plus en plus fréquentes, en particulier pour les étudiants.
Les Soviétiques ne disposaient que de quelques missiles balistiques intercontinentaux opérationnels malgré les affirmations de Khrouchtchev selon lesquels l'URSS en détenait de nombreux et de plusieurs types. Le premier secrétaire espérait que la perception du public selon laquelle les Soviétiques étaient en tête entraînerait une pression psychologique sur l'Occident et des concessions politiques. Le programme spatial soviétique fermement défendu par Khrouchtchev sembla confirmer ses affirmations quand une fusée plaça Spoutnik 1 en orbite. Les gouvernements occidentaux en conclurent que le programme balistique soviétique était bien plus avancé que ce qu'il était en réalité. Khrouchtchev ajouta à l'appréhension occidentale en affirmant dans une interview d'octobre 1957 que l'URSS avait toutes les fusées dont elle avait besoin. Durant des années, Khrouchtchev fit précéder chaque grande visite à l'étranger par un tir de missile pour embarrasser ses hôtes. Les États-Unis découvrirent lors de survols à la fin des années 1950 que le programme balistique soviétique n'était pas aussi avancé que cela mais seuls quelques hauts-fonctionnaires américains étaient au courant. En janvier 1960, Khrouchtchev déclara au Præsidium que les missiles soviétiques rendirent un accord avec les États-Unis possible car « les Américains moyens avaient commencé à avoir peur pour la première fois de leur vie ». La supposée supériorité soviétique dans le domaine balistique entraîna une hausse considérable des dépenses militaires du côté américain.
En 1959, Khrouchtchev et le vice-président américain Richard Nixon visitèrent l'exposition américaine à Moscou et les deux hommes se lancèrent dans un débat passionné sur les mérites respectifs des deux systèmes économiques alors qu'ils se trouvaient dans la reproduction d'une cuisine américaine ; cet échange impromptu fut plus tard appelé le Kitchen Debate. Khrouchtchev fut invité aux États-Unis et il s'y rendit en septembre 1959 pour une visite de treize jours. La première visite d'un premier ministre soviétique aux États-Unis entraîna une tempête médiatique. Khrouchtchev emmena sa femme et ses enfants adultes avec lui alors qu'il n'était pas courant pour les officiels soviétiques de voyager avec leurs familles. Le premier ministre visita New York, Los Angeles, San Francisco, l'Iowa (où il se rendit à la ferme de Roswell Garst), Pittsburgh et Washington avant de conclure son déplacement par une entrevue avec le président américain Dwight D. Eisenhower à Camp David. Khrouchtchev devait se rendre à Disneyland mais la visite fut annulée pour des raisons de sécurité à son grand mécontentement. Il rendit néanmoins visite à Eleanor Roosevelt dans sa résidence de Hyde Park dans l'État de New York. Alors qu'il visitait le siège d'IBM, Khrouchtchev montra peu d'intérêt pour les ordinateurs mais il admira tellement la cafétéria en libre-service qu'il l'introduisit en Union soviétique à son retour.
Lors de la rencontre entre Khrouchtchev et Eisenhower, les deux hommes acceptèrent d'organiser un sommet pour essayer de résoudre la question de Berlin-Ouest. Khrouchtchev quitta les États-Unis avec le sentiment d'avoir créé un lien fort avec Eisenhower (qui n'avait en fait pas été impressionné par le dirigeant soviétique) et qu'il pourrait obtenir une détente avec les Américains. Il pressa pour que le sommet ait lieu immédiatement mais le président français Charles de Gaulle demanda son report en 1960, l'année où Eisenhower devait à son tour se rendre en Union soviétique.
Invité par le président français Charles de Gaulle, Khrouchtchev fait une visite diplomatique en France du 23 mars au 3 avril 1960. De Gaulle manifeste de la sorte sa volonté de conserver la politique d'indépendance et de puissance de la France vis-à-vis de l'allié américain. Il s'agit de la première visite d'un chef d'état soviétique depuis la révolution de 1917. Les mesures de sécurité déployées par les forces de sécurité françaises sont très importantes. Afin d’éviter tout débordement ou manifestation intempestive qui pourrait perturber le voyage, un millier de personnes - parmi lesquels une grande majorité de réfugiés des pays de l’Est - est transféré en Corse pour la durée du voyage. Des militants anticommunistes français comme Georges Sauge et ses « comités civiques » sont également interpellés et éloignés de Paris.

##### U-2 et crise de Berlin (1960-1961)

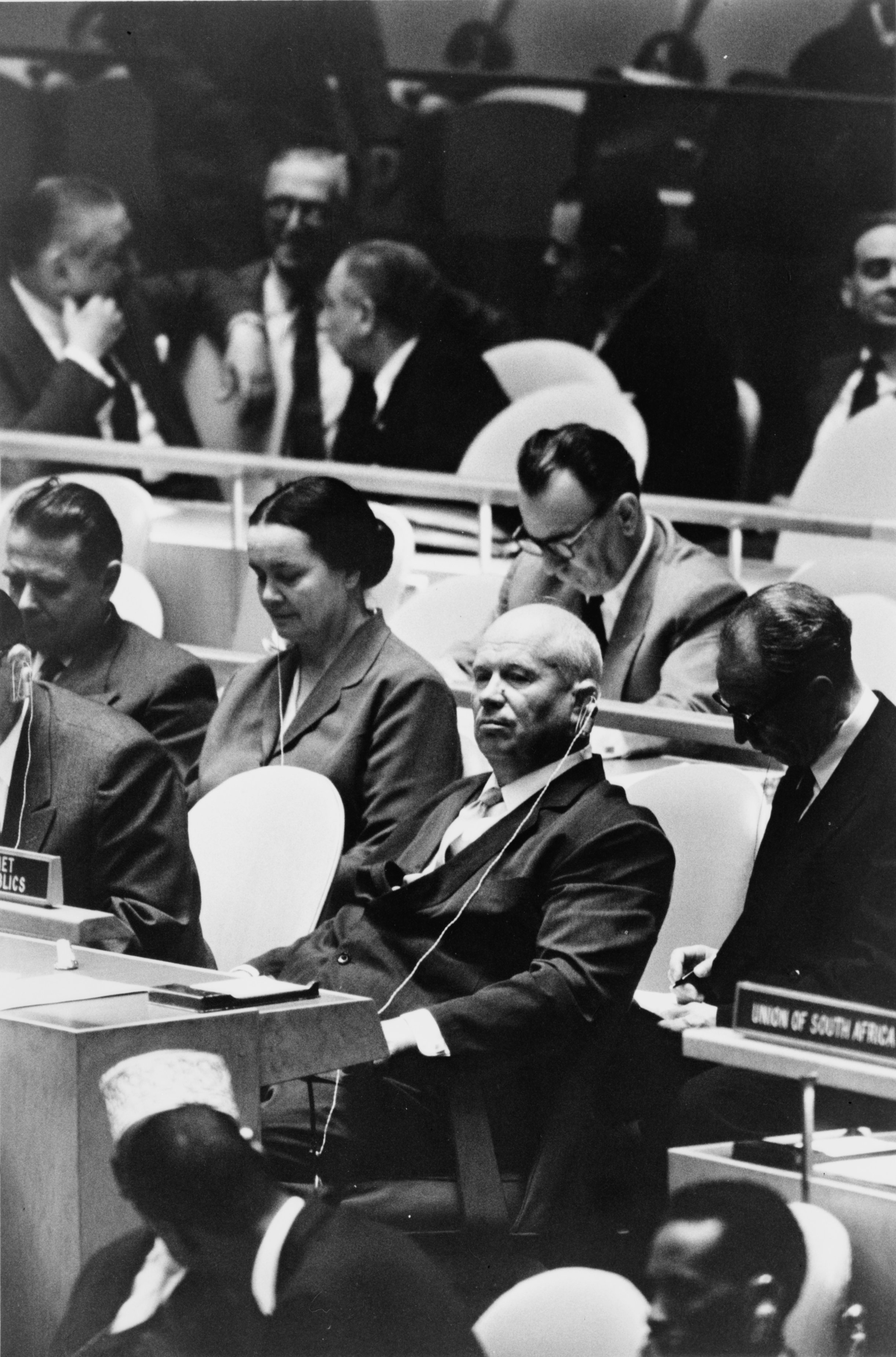
Khrouchtchev aux Nations unies le 22 septembre 1960

Le survol de l'Union soviétique par des avions de reconnaissances américains Lockheed U-2 était une source constante de tensions entre les deux pays. Le 9 avril 1960, les États-Unis relancèrent ces vols après un arrêt prolongé. Les protestations soviétiques furent ignorées et Khrouchtchev fut ulcéré. Comme il pensait avoir mis en place de bonnes relations personnelles avec Eisenhower, il en conclut que la reprise des vols avait été ordonnée par le directeur de la CIA, Allen Dulles, sans l'accord du président. Le 1er mai, un U-2 fut abattu et son pilote, Francis Gary Powers, fut capturé vivant. Croyant que Powers était mort, les États-Unis annoncèrent qu'un avion de reconnaissance météo avait disparu près de la frontière turquo-soviétique. Khrouchtchev risquait l'annulation du sommet prévu pour le 16 mai à Paris s'il annonçait l'incident mais il risquait de paraître faible aux yeux de ses services militaires et de sécurité s'il ne faisait rien. Finalement Khrouchtchev annonça la destruction de l'U-2 et la capture de Powers le 5 mai, fit porter la responsabilité du survol sur les « cercles impérialistes et militaires dont le bastion est au Pentagone » et suggéra que l'appareil avait été envoyé à l'insu d'Eisenhower. Eisenhower ne pouvait ignorer que des éléments du Pentagone œuvraient à son insu et il reconnut avoir ordonné les vols, les qualifiant de « déplaisante nécessité ». Si l'affaire de l'U-2 fut une grande source d'embarras pour les États-Unis, Khrouchtchev fut déçu par l'attitude d'Eisenhower.
Khrouchtchev était indécis au sujet du sommet lorsqu'il prit l'avion pour Paris. Il décida finalement, après avoir consulté ses conseillers dans l'avion et les membres du Præsidium à Moscou, de demander des excuses à Eisenhower et la promesse qu'il n'y aurait pas d'autres incursions dans l'espace aérien soviétique. Eisenhower et Khrouchtchev n'entrèrent pas en contact dans les jours qui précédaient le sommet. Khrouchtchev réaffirma ses demandes et affirma que le sommet n'avait aucun but et devrait être repoussé de six à huit mois, soit après l'élection présidentielle américaine. Le président américain ne présenta aucune excuse mais affirma que les vols avaient été suspendus et ne reprendraient pas ; il renouvela sa proposition de traité Ciel ouvert visant à autoriser des survols mutuels. Cela n'était pas suffisant pour Khrouchtchev qui quitta le sommet. Eisenhower accusa Khrouchtchev d'avoir « saboté cette réunion sur laquelle tant d'espoirs du monde reposaient ». La visite d'Eisenhower en Union soviétique, pour laquelle le premier ministre avait fait construire un parcours de golf pour que le président américain puisse pratiquer son sport favori, fut annulée par Khrouchtchev.
Khrouchtchev réalisa sa seconde et dernière visite aux États-Unis en septembre 1960. Il n'avait aucune invitation mais il s'était nommé à la tête de la délégation soviétique aux Nations unies. Il fit le voyage par mer (pour des raisons de santé) sur le paquebot soviétique Baltika avec le hongrois János Kádár et le bulgare Todor Jivkov.Le 23 septembre 1960, il propose un projet de Déclaration sur l'octroi de l'indépendance aux pays et peuples coloniaux à l'ONU. Il passa beaucoup de temps à faire la cour aux pays du tiers monde ayant récemment obtenus leur indépendance. Les États-Unis limitèrent ses mouvements à l'île de Manhattan et à une résidence appartenant à l'URSS sur Long Island. Le fameux incident de la chaussure (en) (qui est cependant contesté) eut lieu lors d'un débat le 12 octobre au sujet d'une résolution soviétique dénonçant le colonialisme. Irrité par une déclaration du délégué philippin Lorenzo Sumulong (en) qui accusait les Soviétiques d'hypocrisie en dénonçant le colonialisme tout en dominant l'Europe de l'Est, Khrouchtchev demanda l'autorisation de répondre immédiatement et il accusa Sumulong d'être un « laquais courtisan des impérialistes américains ». Sumulong poursuivit son discours dénonçant l'attitude de l'URSS et Khrouchtchev, comme le président de séance ne lui accorde pas la parole, commença à frapper son pupitre avec sa chaussure. Ce comportement embarrassa les autres délégations communistes.

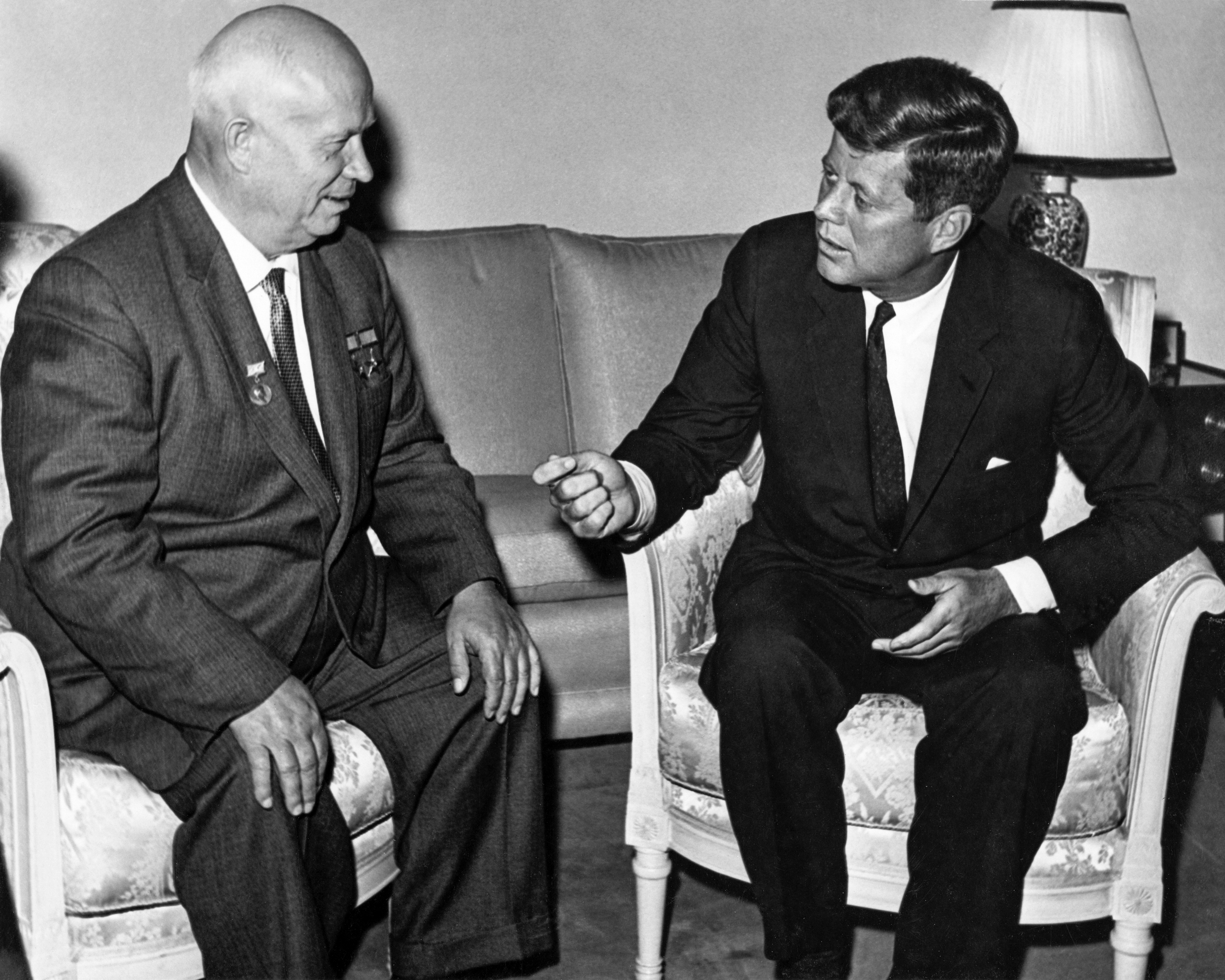
Khrouchtchev et John F. Kennedy à Vienne en juin 1961

Khrouchtchev considérait le vice-président Nixon comme un jusqu'au-boutiste et il fut ravi de sa défaite lors de l'élection présidentielle de 1960. Il voyait le vainqueur, John F. Kennedy, comme bien plus ouvert à l'idée d'une détente mais il fut surpris par les discours et les actions offensives du nouveau président. En avril 1961, Khrouchtchev remporta une victoire de propagande avec le premier vol spatial habité, et Kennedy fut mis en difficulté par le désastre du débarquement de la baie des Cochons à Cuba. Lors du sommet de Vienne prévu pour le 3 juin 1961, les deux dirigeants prirent des positions dures. Khrouchtchev demanda un traité qui reconnaîtrait les deux États allemands et refusa de céder sur les points de blocage en vue de la signature d'un traité d'interdiction des essais nucléaires. De son côté, Kennedy pensait qu'un tel accord pourrait être conclu durant le sommet et il considéra qu'un accord sur Berlin devrait attendre une baisse des tensions entre les deux pays. Le président américain dit à son frère Robert que négocier avec Khrouchtchev est « comme négocier avec Papa. Tout donner sans rien recevoir en échange ».
Un ajournement indéfini des actions à Berlin était inacceptable pour Khrouchtchev car l'Allemagne de l'Est subissait une vague d'émigration en direction de l'Ouest qui passait par Berlin. Alors que la frontière entre les deux Allemagnes avait été fortifiée, la limite entre Berlin-Ouest et Berlin-Est restait ouverte. Enhardi par les déclarations de l'ancien ambassadeur américain à Moscou, Charles E. Bohlen, et du président du comité des affaires étrangères du Sénat des États-Unis, J. William Fulbright, selon lesquelles l'Allemagne de l'Est avait le droit de fermer ses frontières et n'avaient pas été condamnées par l'administration Kennedy, Khrouchtchev autorisa le dirigeant est-allemand Walter Ulbricht à commencer la construction de ce qui fut appelé le Mur de Berlin autour de Berlin-Ouest. Les préparatifs furent réalisés dans le plus grand secret et la frontière fut fermée au matin du 13 août 1961. Le mur fut un désastre pour la propagande soviétique et elle marqua la fin des efforts de Khrouchtchev pour signer un traité de paix entre les quatre puissances et les deux Allemagnes. Ce traité ne fut signé qu'en septembre 1990 en prélude à la réunification allemande.

##### Crise de Cuba et traité d'interdiction des essais (1962-1964)
Les tensions entre les deux superpuissances culminèrent lors de la crise des missiles de Cuba en octobre 1962 au cours de laquelle l'Union soviétique installa des rampes de lancement de missiles nucléaires à moyenne portée sur Cuba à 140 km de la Floride. Le président cubain, Fidel Castro était réticent à l'idée d'accepter les missiles et une fois qu'il fut convaincu, il avertit Khrouchtchev contre le danger de les transporter en secret. Castro avança, 30 ans plus tard, « Nous avions le droit souverain d'accepter les missiles. Nous ne violions pas la loi internationale. Pourquoi le faire secrètement si nous avions le droit de le faire ? J'ai dit à Nikita que le secret donnerait un avantage aux impérialistes ».
Le 16 octobre, Kennedy fut informé que des appareils U-2 avaient repéré ce qui ressemblaient à des sites de lancement de missiles sur Cuba. Il envisagea d'approcher Khrouchtchev par la voie diplomatique mais cela aurait pu être considéré comme de la faiblesse. Le 22 octobre, Kennedy fit un discours télévisé dans lequel il révéla la présence des missiles et annonça un blocus de Cuba. Informé à l'avance du discours mais pas du contenu (jusqu'à une heure avant), Khrouchtchev et ses conseillers craignirent une invasion de Cuba. Même avant le discours de Kennedy, ils informèrent les commandants soviétiques à Cuba qu'ils pouvaient utiliser toutes les armes en réponse à une attaque à l'exception des armes nucléaires.
Alors que la crise continuait, les tensions étaient élevées aux États-Unis ; moins en URSS où Khrouchtchev fit plusieurs apparitions publiques et se rendit au théâtre Bolchoï où se produisait le chanteur américain Jerome Hines,. Le 25 octobre, les Soviétiques ignorant toujours les intentions de Kennedy, Khrouchtchev décida de retirer les missiles de Cuba. Deux jours plus tard, il présenta ses conditions à Kennedy. En échange du retrait des missiles soviétiques de Cuba, les États-Unis promirent de ne pas envahir Cuba et de retirer leurs missiles de Turquie. Comme la dernière condition ne fut pas publiquement annoncée à la demande des États-Unis, et ne fut révélée que juste avant la mort de Khrouchtchev en 1971, la fin de la crise fut considérée selon la majeure partie des observateurs comme une grande défaite soviétique et elle contribua à la chute de Khrouchtchev moins de deux ans plus tard. Castro avait pressé Khrouchtchev de lancer une attaque nucléaire sur les États-Unis dans le cas d'une invasion de Cuba et il fut ulcéré par le dénouement. Khrouchtchev l'invita par la suite à Moscou et fut capable de restaurer de bonnes relations.
Toutefois en 1984 Gabriel Robin contesta le jugement négatif porté par les observateurs sur les causalités et le dénouement de la crise pour Moscou. Elle porte précisément sur la demande d'échanges. Il appela à une "révision du procès". Et sa source fut publiée avant la mort de Khrouchtchev. Il s'appuyait sur l'ouvrage posthume de Robert Kennedy Crise à la Maison Blanche, paru en France en 1969 (et aux États-Unis en 1968 sous le titre Thirteen Days), pour relever que la promesse et l'acte américains de dénucléarisation avaient été doubles : retirer tout à la fois les missiles Jupiter de Turquie et ceux d'Italie. Ce double retrait fut accompli publiquement cinq à six mois après l'apparente reculade soviétique de novembre 1962 et sauva en avril 1963 la place de Khrouchtchev, de plus en plus fragilisée par l'inaction américaine. Mais au printemps 1963 Khrouchtchev put exulter auprès de ses camarades et collègues : il ne restait plus une seule fusée nucléaire américaine en Europe occidentale. Par ailleurs Mario Bettati informe que face aux critiques de Pekin qui reprochait à Moscou son "capitulationnisme", le 14 juillet 1963, et niait la réalité de la promesse américaine de ne pas envahir Cuba, le comité central du PCUS soulignait au contraire que depuis le dénouement de la crise, huit mois plus tôt, les Américains avaient tenu parole et n'avaient pas envahi l'ile. Il donnait donc implicitement raison à Khrouchtchev quinze mois avant son éviction.
Après la crise, les relations entre les superpuissances s'améliorèrent car Kennedy délivra un discours conciliant à l'American University le 10 juin 1963 dans lequel il reconnut les souffrances du peuple soviétique durant la Seconde Guerre mondiale et rendit hommage à leurs réussites. Khrouchtchev déclara qu'il s'agissait du meilleur discours d'un président américain depuis Franklin D. Roosevelt et en juillet, il négocia le traité d'interdiction partielle des essais nucléaires avec le négociateur américain William Averell Harriman et le britannique Quintin Hogg. Les plans pour un second sommet entre Khrouchtchev et Kennedy furent balayés par l'assassinat du président américain en novembre 1963. Le nouveau président, Lyndon Johnson, espéra poursuivre l'amélioration des relations mais fut distrait par d'autres questions et il n'eut pas le temps de développer de relations avec Khrouchtchev avant la destitution de ce dernier.

#### Europe de l'Est

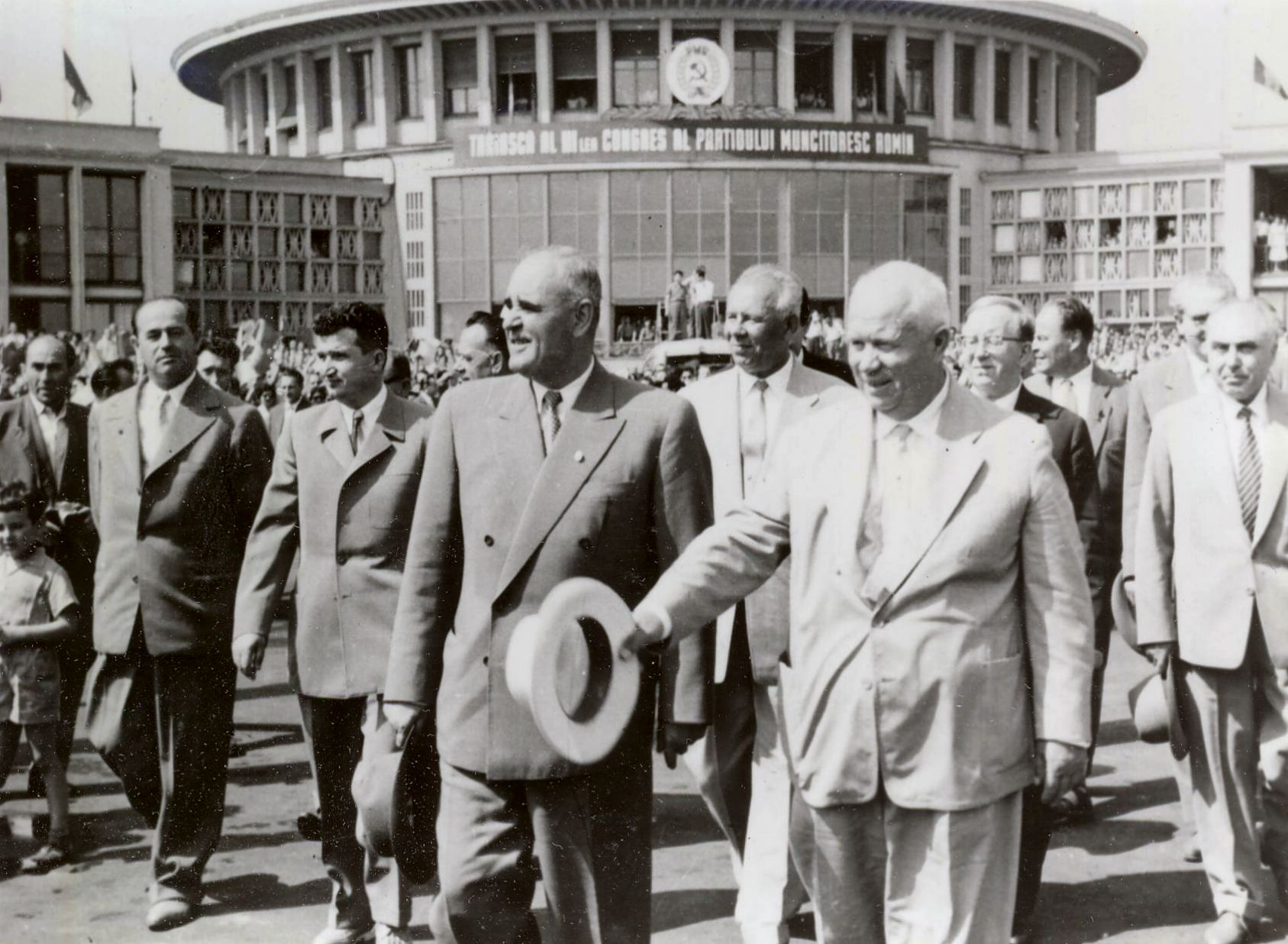
Gheorghe Gheorghiu-Dej et Khrouchtchev à l'aéroport Baneasa de Bucarest en juin 1960. Nicolae Ceaușescu est visible à gauche de Gheorghiu-Dej.

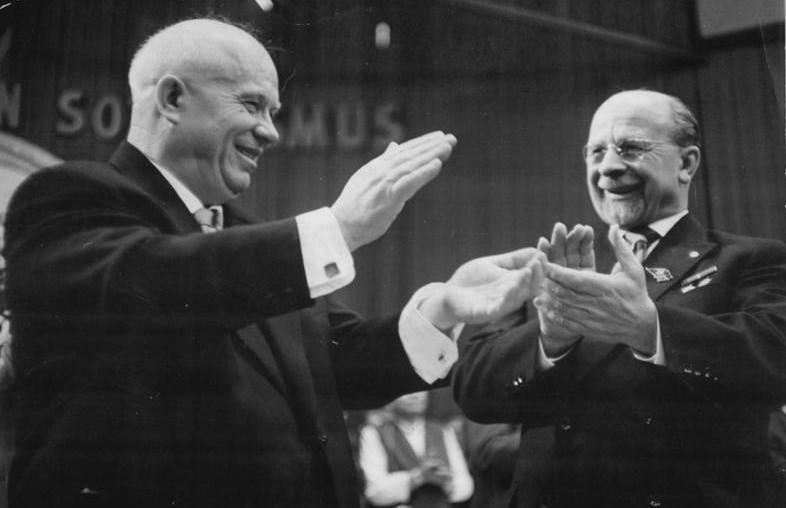
Khrouchtchev (à gauche) et le dirigeant est-allemand Walter Ulbricht en 1963

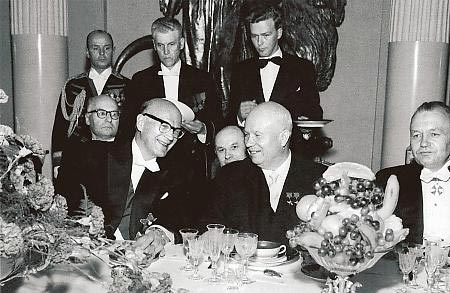
Khrouchtchev (à droite) avec le président finlandais Urho Kekkonen en 1960

Le discours secret, associé à la mort du dirigeant communiste polonais Bolesław Bierut qui décéda d'une crise cardiaque après avoir lu le discours, entraîna une importante libéralisation en Pologne et en Hongrie. Une grève ouvrière à Poznań en Pologne dégénéra en affrontements qui firent plus de 50 morts en juin 1956. Lorsque Moscou accusa des agents occidentaux d'avoir fomenté les troubles, les dirigeants polonais ignorèrent ces affirmations et firent des concessions aux ouvriers. À cause du sentiment anti-soviétique de plus en plus répandu en Pologne et à l'approche d'élections cruciales au sommet du pouvoir polonais, Khrouchtchev et d'autres membres du Præsidium s'envolèrent pour Varsovie. Les Soviétiques ne furent pas acceptés lors de la réunion du Comité central polonais où se tenait l'élection mais ils rencontrèrent le Præsidium polonais. Les Soviétiques autorisèrent la nouvelle direction polonaise à prendre ses fonctions à la condition qu'elle ne change pas les relations entre les deux pays.
Les changements en Pologne encouragèrent les Hongrois qui comprirent que Moscou pouvait être défié. Le 23 octobre, la répression d'une grande manifestation étudiante à Budapest entraîna une insurrection populaire. En réponse au soulèvement, les dirigeants du Parti hongrois installèrent le réformateur Imre Nagy au poste de premier ministre. Des centaines de Hongrois et de Soviétiques furent tués lors d'escarmouches entre les manifestants et les troupes soviétiques. Nagy demanda un cessez-le-feu et le retrait des soldats soviétiques ; Khrouchtchev et sa majorité au Præsidium acceptèrent et choisirent de donner une chance au nouveau gouvernement hongrois. Le 30 octobre, Nagy annonça cependant l'organisation d'élections multipartites et son intention de retirer la Hongrie du Pacte de Varsovie. Le 3 novembre, deux membres du gouvernement Nagy apparurent en Ukraine en tant que dirigeants auto-proclamés d'un gouvernement provisoire et demandèrent une intervention soviétique, qui était déjà en préparation. Le lendemain, les troupes soviétiques écrasèrent le soulèvement au prix de 4 000 morts du côté hongrois et de plusieurs centaines du côté soviétique. Nagy fut arrêté et exécuté en 1958. Malgré la condamnation internationale, Khrouchtchev défendit ces actions jusqu'à sa mort. Les dégâts subis par les relations internationales soviétiques furent importants mais ils l'auraient été encore plus si la crise du canal de Suez n'avait pas détournée l'attention du monde.
À la suite de ces crises, Khrouchtchev fit une déclaration avec la fameuse formule « Nous vous enterrerons ». De nombreuses personnes à l'Ouest prirent la déclaration comme une véritable menace mais Khrouchtchev fit cette affirmation durant un discours défendant la coexistence pacifique avec l'Occident. Questionné sur cette déclaration durant sa visite aux États-Unis en 1959, Khrouchtchev affirma qu'il ne faisait pas référence à un « enterrement littéral mais que, par l'évolution inexorable de l'histoire, le communisme finirait par remplacer le capitalisme et donc l'enterrer ».
Khrouchtchev améliora grandement les relations avec la Yougoslavie qui avaient été affectées par la rupture Tito-Staline en 1948. Khrouchtchev mena une délégation soviétique à Belgrade en 1955. Durant la crise hongroise, Tito soutenait initialement Nagy mais Khrouchtchev le persuada de la nécessité de l'intervention. L'intervention soviétique en Hongrie endommagea néanmoins les relations entre Moscou et Belgrade et Khrouchtchev passa plusieurs années à essayer de les réparer. Il fut handicapé par le fait que la Chine désapprouvait la version libérale du communisme en Yougoslavie et ses tentatives pour se rapprocher de Belgrade irritaient Pékin.

#### Chine

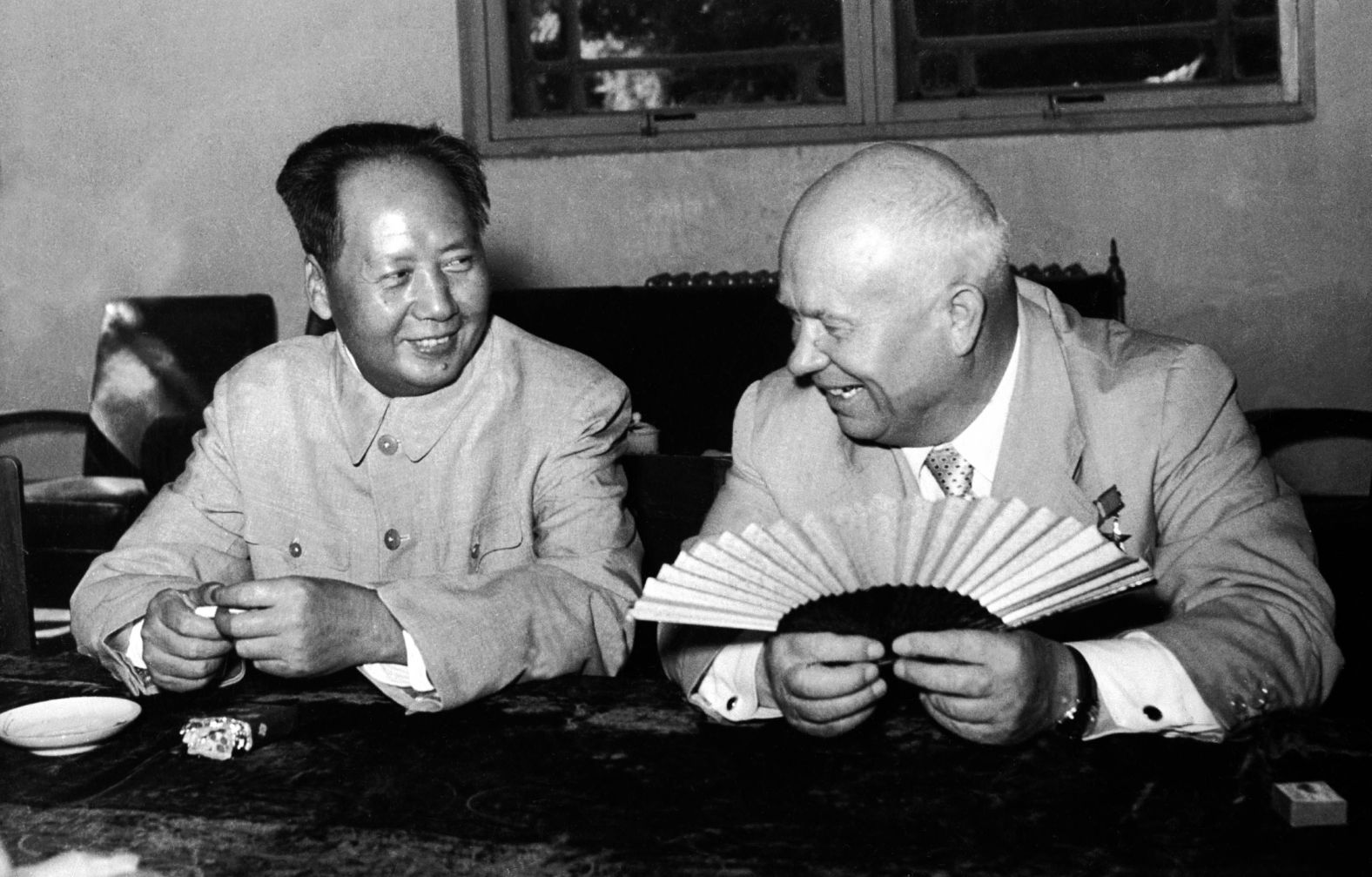
Khrouchtchev et Mao Zedong en 1958

Après sa victoire lors de la guerre civile chinoise en 1949, Mao Zedong chercha à obtenir une assistance de l'URSS et demanda également la rétrocession des territoires chinois occupés depuis le traité d'Aigun de 1858. Une fois au pouvoir, Khrouchtchev augmenta l'aide à la Chine et envoya un groupe d'experts pour aider au développement du nouvel État communiste. Cette assistance fut décrite par l'historien William Kirby comme « le plus grand transfert de technologie de l'histoire du monde ». Sept pour cent du PIB soviétique furent consacrés à l'aide à la Chine entre 1954 et 1959. Durant sa visite de 1954 en Chine, Khrouchtchev accepta de rétrocéder Port-Arthur et Dalian à la Chine, mais il fut ennuyé par l'insistance de Mao pour que les Soviétiques abandonnent leur artillerie en partant.
Mao s'opposa fortement aux tentatives de Khrouchtchev pour se rapprocher des États d'Europe de l'Est plus libéraux comme la Yougoslavie. De son côté, Khrouchtchev était réticent à l'idée de soutenir le désir de Mao pour un mouvement révolutionnaire mondial car il préférait vaincre le capitalisme en augmentant le niveau de vie dans les pays du bloc communiste.
Les relations entre les deux pays se dégradèrent en 1956, car Mao était irrité par le discours secret et par le fait que les Chinois n'avaient pas été consultés au préalable. Mao considérait que la déstalinisation était une erreur et une possible menace contre son autorité. Lorsque Khrouchtchev se rendit à Pékin en 1958, Mao refusa les propositions de coopération militaire. Espérant torpiller les efforts de Khrouchtchev pour parvenir à une détente avec les États-Unis, Mao provoqua la deuxième crise du détroit de Taïwan.
Les Soviétiques avaient envisagé de fournir une arme nucléaire à la Chine avec toute la documentation nécessaire mais devant la détérioration des relations, le plan fut annulé. Lorsque Khrouchtchev arriva en Chine en septembre 1959, peu après sa visite fructueuse aux États-Unis, l'accueil fut glacial et le dirigeant soviétique quitta le pays le troisième jour d'une visite planifiée sur une semaine. Les relations continuèrent de se dégrader en 1960, car l'URSS et la Chine utilisèrent tous deux un Congrès du parti communiste roumain pour s'attaquer mutuellement. Après que Khrouchtchev eut attaqué la Chine dans un discours lors du Congrès, le dirigeant chinois Peng Zhen se moqua de lui en affirmant que la politique étrangère soviétique consistait à souffler le chaud et le froid sur l'Occident. Khrouchtchev répondit en rappelant les experts soviétiques présents en Chine.

## Chute
À partir de mars 1964, le chef du Soviet suprême, Léonid Brejnev, commença à discuter de la destitution de Khrouchtchev avec ses collègues. Si Brejnev avait envisagé de faire arrêter Khrouchtchev à son retour d'une visite en Scandinavie en juin, il préféra rassembler le soutien des membres du Comité central en se rappelant le rôle crucial qu'avait joué le Comité lors de la défaite du groupe anti-Parti. Brejnev eut largement le temps de planifier son complot car Khrouchtchev fut absent de Moscou durant un total de cinq mois entre janvier et septembre 1964, le dernier voyage étant pour célébrer les 15 ans de la RDA.
Les conspirateurs, menés par Brejnev, Alexandre Chélépine et le président du KGB, Vladimir Semitchastny, frappèrent en octobre 1964 alors que Khrouchtchev était en vacances à Pitsounda en Abkhazie. Il semble qu'il y eut deux réunions, le 14 octobre, la première étant le præsidium du comité central, où se concentrèrent les attaques et la démission et une réunion qui entérina les décisions de la première, celle du plenum du comité central. Les transcriptions des réunions ne furent officiellement pas conservées mais des sources existent : un document officiel élaboré après la première réunion, resté top secret jusqu'en 1993, les notes de Vladimir Malin, chef du Département général du Comité central et le journal de Petro Chelest, ce manque de sources explique des incohérences chronologiques. Le 12 octobre, Brejnev appela Khrouchtchev pour l'informer qu'une réunion spéciale du Præsidium était prévue pour le lendemain soi-disant au sujet de l'agriculture. Même si Khrouchtchev soupçonnait un piège, il rejoignit Moscou où il fut attaqué par Brejnev et les autres membres du Præsidium pour ses politiques inefficaces et ce que ses collègues jugeaient être un comportement erratique, seul Mikoyan prit sa défense,. Khrouchtchev opposa peu de résistance, fit un discours acceptant son état des faits, sa démission, souhaite la réussite au parti et, selon Chelest, pleurait. Durant la nuit, il appela son ami et collègue du Præsidium, Anastas Mikoyan, pour lui dire : « Je suis vieux et fatigué. Laissons-les faire face à eux-mêmes. J'ai fait le principal. Quelqu'un aurait-il pu rêver de pouvoir dire à Staline qu'il ne nous convenait plus et lui proposer de prendre sa retraite ? Pas même une tache humide ne serait restée là où nous nous serions tenus. Aujourd'hui tout est différent. La peur a disparu et nous pouvons parler d'égal à égal. C'est ma contribution. Je ne me battrai pas ».
Le 14 octobre 1964, le Præsidium et le Comité central votèrent tous deux pour accepter le départ « volontaire » de Khrouchtchev de ses fonctions. Brejnev devint premier secrétaire (par la suite secrétaire général) et Alexis Kossyguine succéda à Khrouchtchev en tant que Premier ministre. Pour plusieurs médias et politiques occidentaux, qui ont été surpris par la nouvelle, le prétexte de la démission volontaire est suspect : la plupart d'entre eux y voient un limogeage,,.
Contrairement à Beria, qui fut assassiné en 1953 lors de la lutte pour la succession de Staline, les putschistes laissent la vie sauve à Khrouchtchev, ce qui indique un signe politique fort de la part de Brejnev, démontrant que les crimes staliniens sont révolus. Néanmoins, il semble que l'élimination physique de Khrouchtchev fut très sérieusement envisagée par Semitchastny et Brejnev,
. Cette attitude conciliante en apparence cache une stratégie d'effacer quasiment le dirigeant de la mémoire en le condamnant à un oubli immédiat. C'est ce que confirme le discours de conclusion de Brejnev après la réunion du plenum : « Khrouchtchev a démystifié le culte de Staline après sa mort, et nous démystifions le culte de Khrouchtchev de son vivant. ».

## Retraite et mort
Khrouchtchev reçut une pension de 500 roubles par mois et fut assuré que sa maison et sa datcha (qui avait précédemment appartenu à Molotov) resteraient sa propriété jusqu'à sa mort. À la suite de sa chute, Khrouchtchev sombra dans une profonde dépression. Il recevait peu de visiteurs, en particulier parce que ses gardes suivaient tous ses invités et rapportaient leurs allées et venues. Durant l'automne 1965, lui et sa femme reçurent l'ordre de quitter leur maison et leur datcha pour déménager dans un appartement et une datcha plus petite. Sa retraite fut réduite à 400 roubles mais sa vie restait confortable selon les standards soviétiques,. Malgré les somnifères et les tranquillisants prescrits par ses médecins, sa dépression persista et lorsqu'on demanda à l'un de ses petits-fils ce que l'ancien premier ministre faisait pendant sa retraite, le garçon répondit « Grand-père pleure ». Son rôle fut par la suite passé sous silence au point que la Grande Encyclopédie soviétique en trente volumes ne mentionna même pas son nom dans la liste des commissaires politiques les plus influents de la Grande Guerre patriotique. De manière générale, ses successeurs cherchèrent à le faire oublier mais aussi à discréditer l'homme, porteur de projets « subjectifs » et « excentriques ».
Quand les nouveaux dirigeants démontrèrent leur conservatisme culturel, Khrouchtchev commença à être mieux considéré par les artistes et les écrivains dont certains lui rendirent visite. Il regretta de ne pas avoir vu l'ancien vice-président Nixon, alors en pleine traversée du désert avant son élection à la présidence, qui s'était rendu à son appartement de Moscou alors que Khrouchtchev se trouvait dans sa datcha.
À partir de 1966, Khrouchtchev commença à rédiger ses mémoires. Il les dicta à un magnétophone, d'abord à l'extérieur, puis à l'intérieur à cause du bruit même s'il savait que ses paroles seraient entendues par le KGB. Cependant l'agence de sécurité n'intervint pas avant 1968 lorsque Khrouchtchev reçut l'ordre de livrer ses enregistrements, ce qu'il refusa de faire. Alors que Khrouchtchev était hospitalisé pour des problèmes cardiaques, son fils Sergueï fut approché par le KGB qui l'informa que des agents étrangers planifiaient de voler les mémoires. Comme des copies en avaient été faites, dont certaines avaient été envoyées à un éditeur occidental, et comme le KGB pouvait de toute façon en voler les originaux, Sergueï Khrouchtchev donna les enregistrements au KGB, mais demanda la publication des mémoires passés clandestinement à l'Ouest. Ils furent publiés en 1970 sous le titre Souvenirs. Nikita Khrouchtchev déclara par écrit qu'il n'avait rien envoyé à un quelconque éditeur et son fils fut muté à un poste moins intéressant. À la publication des mémoires, le journal Izvestia dénonça une fraude et lorsque la radio d'État soviétique annonça la déclaration de Khrouchtchev, il s'agissait de la première mention de son nom à la radio en six ans.
Au cours de ses derniers jours, Khrouchtchev rendit visite à son beau-fils et ancien assistant, Alexei Adzubei, et lui dit, « Ne regrette jamais d'avoir vécu dans une période troublée et d'avoir travaillé avec moi au Comité central. On se souviendra de nous ! »
Khrouchtchev mourut d'une crise cardiaque dans un hôpital de Moscou le 11 septembre 1971, à l'âge de 77 ans, et fut enterré dans le cimetière de Novodevitchi à Moscou sans funérailles nationales, sans cérémonie publique et sans inhumation dans la nécropole du mur du Kremlin. Des indiscrétions indiquent que les autorités soviétiques voulaient maintenir une image de marque sur le plan international en l'enterrant à Novodevitchi mais tout en traitant sa mort de façon confidentielle aux yeux des Soviétiques. Craignant des manifestations, les autorités n'annoncèrent aux Russes son décès que le matin même des obsèques et placèrent autour du cimetière des soldats. Malgré tout, quelques artistes et écrivains rejoignirent sa famille pour l'enterrement,.
La Pravda et la TASS annoncèrent la mort de l'ancien premier ministre en une seule phrase alors que les journaux occidentaux lui consacrèrent une attention considérable,. Le correspondant de longue date du New York Times à Moscou, Harry Schwartz, écrivit : « M. Khrouchtchev a ouvert les portes et les fenêtres d'une structure pétrifiée. Il laissa entrer de l'air frais et des idées fraîches qui entraînèrent des changements dont nous pouvons déjà voir les effets fondamentaux et irréversibles ».

## Vie privée et personnalité
Simon Sebag Montefiore le qualifie, lors de son passage à l'Académie industrielle de Moscou, de « grand dadais replet, aux oreilles en feuille de chou ».

## Distinctions

### Soviétiques
- Héros de l'Union soviétique
- Héros du travail socialiste
- Ordre de Souvorov, 1re et 2e classe
- Ordre de Koutouzov, 1re classe
- Ordre de la Guerre patriotique
- Ordre du Drapeau rouge du Travail
- Prix national Taras-Chevtchenko
- Prix Lénine pour la paix
- Médaille Pour le travail vaillant dans la Grande Guerre patriotique 1941–1945

### Internationales
- Ordre de Karl-Marx (Allemagne de l'Est)
- Homme de l'année 1957 pour Time Magazine (États-Unis)

## Postérité
De nombreuses réformes de Khrouchtchev furent annulées après sa chute. Le remplacement d'un tiers des officiels à chaque élection fut abrogé tout comme la division du parti entre les secteurs agricole et industriel. Son programme de formation professionnelle pour les lycéens fut également abandonné de même que son objectif de délocaliser les institutions agricoles à la campagne. Cependant, de nouveaux instituts et écoles d'agriculture furent construits à l'extérieur des grandes villes. Les nouveaux immeubles d'habitation comportaient un grand nombre d'étages abandonnant l'architecture à faible élévation sans ascenseur et sans balcon mise en œuvre par Khrouchtchev.
Dans le domaine agricole, le maïs était devenu si impopulaire qu'en 1965 sa plantation tomba à son plus bas niveau de la période de l'après-guerre car même les kolkhozes d'Ukraine et des régions du sud de l'URSS bien adaptés à sa culture refusèrent d'en planter. Lyssenko fut destitué de son poste de conseiller agronome mais les stations SMT restèrent fermées et les problèmes fondamentaux de l'agriculture soviétique que Khrouchtchev avait essayé de résoudre persistaient. Si les conditions de vie des Soviétiques s'améliorèrent fortement dans les dix années qui suivirent la chute de Khrouchtchev, l'essentiel de la hausse était liée aux progrès industriels. L'agriculture continuait d'être à la traîne et cela déboucha sur des crises comme en 1972 et 1975. Brejnev et ses successeurs poursuivirent le précédent de Khrouchtchev en achetant des céréales à l'Ouest plutôt que de subir des pénuries et la famine. Brejnev et ses collègues étaient peu populaires et le nouveau gouvernement reposait sur un pouvoir autoritaire pour assurer sa continuation. Le KGB et l'Armée rouge reçurent des pouvoirs plus importants et les tendances conservatrices du pouvoir débouchèrent sur l'écrasement du Printemps de Prague en 1968.
Bien que la stratégie de Khrouchtchev n'ait pas permis d'atteindre les objectifs qu'il s'était fixés, Aleksandr Fursenko, qui écrivit un livre sur les politiques militaires et étrangères de Khrouchtchev, avance que la stratégie contraignit l'Ouest à faire quelques concessions. L'accord selon lequel les États-Unis n'envahiraient pas Cuba est et reste encore respecté ; ce malgré l'ère Reagan et l'intention affichée pendant la campagne électorale de 1980 par les futurs membres de cette administration républicaine, figurant dans « le document de Santa-Fé » de le résilier. Il y était écrit qu'en 1962 nous avions été amené « à accepter l'inacceptable » et qu'en cas de refus de Cuba de revenir dans le giron occidental nous interviendrions militairement contre l'île. Le refus occidental de reconnaître l'Allemagne de l'Est s'éroda graduellement. En 1975, les États-Unis et les autres pays membres de l'OTAN signèrent les accords d'Helsinki avec l'URSS et les nations du pacte de Varsovie dont la RDA qui amélioraient les relations entre les deux blocs.
Le jugement que porte l'opinion publique russe sur Khrouchtchev reste mitigé. Selon un grand institut de sondage russe, les seules périodes du XXe siècle que les Russes évaluent positivement sont celles dominées par Nicolas II et Khrouchtchev. Dans un sondage, les jeunes Russes considèrent que Nicolas II a fait plus de bien que de mal et que tous les autres dirigeants russes du XXe siècle ont fait plus de mal que de bien, à l'exception de Khrouchtchev pour lequel les deux avis sont à égalité. Le biographe de Khrouchtchev, William Tompson, relia les réformes de l'ancien premier ministre avec celles qui eurent lieu plus tard :

« Tout au long des années Brejnev et durant le long interrègne qui suivit, la génération qui a atteint la majorité durant le “premier printemps russe” des années 1950 attendit son tour. Alors que Brejnev et ses collègues décédaient ou se retiraient, ils furent remplacés par des hommes et des femmes pour qui le discours secret et la première vague de déstalinisation avaient été une expérience formatrice et ces enfants du XXe Congrès prirent les rênes du pouvoir sous la direction de Mikhaïl Gorbatchev et de ses collègues. L'ère Khrouchtchev fournit à cette seconde génération de réformateurs une inspiration et une morale. »

## Dans les arts et la culture populaire

### Filmographie

#### Cinéma
- 1949 : La Bataille de Stalingrad de Vladimir Petrov, joué par Nikolaï Dorokhine.
- 1962 : Acteur non crédité dans When the Girls Take Over de Russell Hayden.
- 1988 : Rien à perdre de Gary Sinise, joué par Larry Poling.
- 1990 : Stalingrad d'Iouri Ozerov, joué par Vadim Lobanov.
- 1993 : The Gray Wolves d'Igor Gostev, joué par Rolan Bykov
- 1992 :
  - The General d'Igor Nikolayev, joué par Vladimir Romanovsky.
  - Stalin d'Ivan Passer, joué par Murray Ewan.
- 2001 : Stalingrad de Jean-Jacques Annaud, joué par Bob Hoskins.
- 2005 : Brezhnev de Sergey Snezhkin, joué par Sergei Losev.
- 2007 : Georg de Peeter Simm, joué par Sergey Fetissov.
- 2013 : Gagarin: First in Space de Pavel Parkhomenko, joué par Vladimir Chuprikov.
- 2018 : La Mort de Staline de Armando Iannucci, joué par Steve Buscemi[304],[305].
- 2020 : Un espion ordinaire de Dominic Cooke, joué par Vladimir Chuprikov.

### Télévision

#### Série
- 1961 : Épisode 14 Rien que la vérité Saison 2 de La Quatrième Dimension, joué par Lee Sabinson.
- 2009 : Wolf Messing: Who Saw Through Time d'Eduard Volodarsky, joué par Vladimir Chuprikov.
- 2012 : Danger 5 de Dario Russo et David Ashby, joué par Steve Parker.
- 2019 : Images d'archives dans For All Mankind.

### Littérature

#### Bande dessinée
Il apparait dans le tome 17 Opération Kadesh de L'Histoire secrète.
Il apparait comme un des personnages principaux de la série La Mort de Staline de Thierry Robin et Fabien Nury.

## Opéra
- 2016 : JFK en trois actes de David T. Little, sur un livret de Royce Vavrek, Khrouchtchev est un ténor.